# Il Popolo della Libertà
Il Popolo della Libertà (PdL) è stato un partito politico italiano di centro-destra e di destra.
Fondato il 29 marzo 2009, il partito nacque dall'unione dei due principali partiti di centro-destra presenti in Italia dal 1994: Forza Italia di Silvio Berlusconi, partito cristiano-conservatore e liberale, ed Alleanza Nazionale di Gianfranco Fini, partito nazional-conservatore di destra.
Sono altresì confluiti al suo interno diversi altri partiti minori di varia estrazione e colore politico, che avevano precedentemente partecipato alla Casa delle Libertà: il Nuovo PSI, la Democrazia Cristiana per le Autonomie, i Riformatori Liberali, i Popolari Liberali ed Azione Sociale.
Il partito venne lanciato da Silvio Berlusconi il 18 novembre 2007, nel corso di una manifestazione a Milano in Piazza San Babila, venendo inizialmente costituito come federazione di partiti politici il 27 febbraio 2008 in vista delle elezioni politiche del 2008, per trasformarsi in seguito in un soggetto politico unitario, in considerazione del congresso fondativo svoltosi presso la Fiera di Roma fra il 27 e il 29 marzo 2009.
Al suo esordio, nelle elezioni politiche in Italia del 2008, il PdL risultò il partito più votato con il 37,4% delle preferenze.
A livello europeo Il Popolo della Libertà ha aderito (come anche l'Unione di Centro) al Partito Popolare Europeo, partito politico europeo di centro-destra.
Il 25 ottobre 2013 l'ufficio di presidenza del PdL ha sospeso le attività del partito e il 16 novembre seguente il Consiglio nazionale all'unanimità ha ratificato «la sospensione delle attività del Popolo della Libertà, per convergere verso il rilancio di Forza Italia».

## Storia del partito

### Antefatto e premesse

#### L'idea del partito unico
L'idea di costruire un partito unico di centro-destra italiano circolava fin dai primi anni novanta.
Tra i promotori dell'idea vi era in particolare, fin dal 1991, l'esponente di Alleanza Nazionale Giuseppe Tatarella.
L'11 marzo 1994 in una discoteca di Roma, Silvio Berlusconi, allora presidente di Forza Italia, espresse l'intenzione di costituire un partito unico liberaldemocratico, riproponendo anche nel 1996 la necessità di arrivare a una forza unica del centro-destra, cosa già proposta dal forzista Antonio Martino come rimedio alla sconfitta elettorale del 1996.
Agli inizi del 1997 il partito unico viene lanciato da Berlusconi e bocciato dagli alleati, fra cui Gianfranco Fini, Presidente di Alleanza Nazionale.
Nel 1998 l'allora premier spagnolo José María Aznar intervenne a favore dell'iniziativa. Per Gianfranco Fini, tuttavia, pesava l'idea che un eventuale partito unico del centro-destra doveva poi confluire nel Partito Popolare Europeo, ritenuto non sufficientemente di destra.
Nel 2002 anche Berlusconi si convinse che un centro-destra diviso era elettoralmente di maggior successo e prese atto che il partito unico non era una prospettiva realizzabile.
Mentre il progetto viene accantonato a destra, dall'estate 2003 si verificano analoghe discussioni a sinistra, dove si considera per le elezioni europee del 2004 la tesi di una lista unitaria del centro-sinistra ed in prospettiva quella di pervenire al Partito Democratico. Sandro Bondi, portavoce di Forza Italia rilevò che, se nel centro-sinistra si fosse sviluppata l'evoluzione verso un progetto politico unitario, anche il centro-destra ne avrebbe tenuto conto.

#### Il dibattito del 2005 e ilManifesto dei Valori

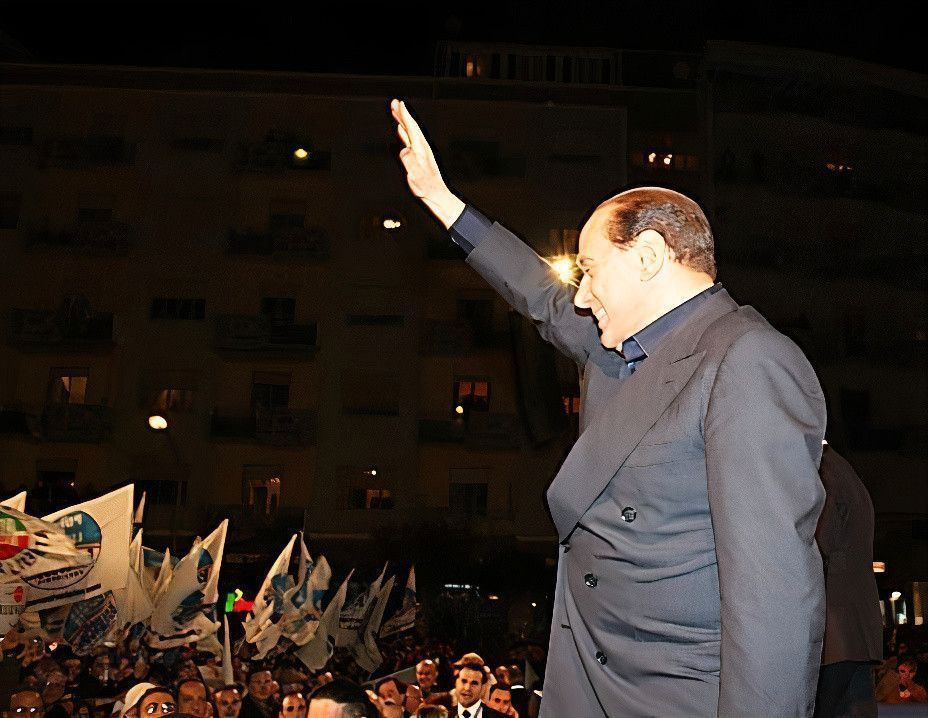
Silvio Berlusconi saluta la folla a Cosenza

La Fondazione Liberal di Ferdinando Adornato (Forza Italia) organizza periodicamente a Todi dei seminari che si propongono il fine di far evolvere la Casa delle Libertà verso il partito unico del centro-destra. Si inizia il 31 gennaio e il 1º febbraio 2003 col seminario dal titolo La Casa delle Libertà. Radici e valori di un'alleanza nuova in Italia e in Europa. Due giornate di confronto tra intellettuali e politici.
Il 6 gennaio 2005, Gennaro Malgieri di AN, dalle colonne di Il Tempo, propone una federazione del centro-destra che anticipi il partito unico. Ne nasce così un dibattito sulle colonne del quotidiano romano che interpella anche i leader della CdL: a partire da Sandro Bondi fino a Maurizio Gasparri, tutti appoggiano la proposta di Malgieri. Il 27 gennaio arrivano però i no di Gianfranco Fini per AN e Marco Follini per l'UDC. Anche la Lega Nord è della medesima opinione. Il dibattito però prosegue e trova nuovo vigore dopo la pesante sconfitta del centro-destra alle elezioni regionali dell'aprile 2005 ed il conseguente passaggio dal secondo al terzo governo Berlusconi.
Il 27 aprile su La Stampa, Silvio Berlusconi annuncia che il soggetto unico che ha in mente prenderà il nome di Partito della Libertà. Lanciata la proposta, il 4 maggio il Comitato di Todi, soggetto trasversale della CdL nato intorno ai già descritti seminari di Todi, propone il documento Cominciare il cammino, in cui si propone di arrivare al partito unico con «un percorso realistico (...) articolato nelle seguenti fasi:
- L'apertura di un'ampia discussione in tutto il Paese che coinvolga, in convegni e assemblee, dirigenti, militanti, simpatizzanti, elettori e club, investendo "dalla base" sia la dimensione dei partiti che quella della società civile.
- Il pronunciamento ufficiale sul progetto dei diversi partiti.
- La formazione di un comitato costituente dei partiti e dei movimenti che aderiscono, con il compito di definire valori e regole del nuovo soggetto, la bozza del manifesto politico-culturale e dello statuto, da sottoporre alla discussione collegiale e alla fase congressuale.
- La fase congressuale vera e propria che potrebbe chiudersi con un congresso fondativo nei primi due mesi del 2006[35].

È chiara la volontà di realizzare il PdL entro un anno, prevedendone il debutto alle elezioni politiche del 2006 evitando il bis della disfatta delle regionali. L'11 maggio Adolfo Urso e Ferdinando Adornato creano i primi Circoli della libertà.
Il 19 e 20 maggio la Fondazione Liberal ed il Comitato di Todi promuovono a Roma il seminario La proposta di una nuova casa comune: l'identità, i valori, il progetto, nel corso del quale interviene anche Berlusconi, rilanciando la necessità di dotarsi di uno statuto e di una carta dei valori orientati a valori liberali, popolari, nazionali e riformisti. Questo e gli altri interventi saranno tutti raccolti nel numero 30 di liberal, intitolato «Il Partito della Libertà».
Il dibattito sul partito unico anima tutta l'estate 2005 e sfuma velocemente quando il II Congresso dell'UDC si esprimerà contro un PdL guidato da Berlusconi, salvo la minoranza guidata da Carlo Giovanardi, a cui si aggiunge un chiaro scetticismo di vasti settori di AN per il progetto. La Fondazione Liberal continua comunque a lavorare intensamente al progetto e il 29 luglio fa partire la Costituente del Partito dei moderati e dei riformisti.
L'8 novembre a nome di Forza Italia, di AN e dell'UDC, Silvio Berlusconi, Gianfranco Fini e Rocco Buttiglione firmano il Manifesto dei valori del futuro partito, redatto dalla Costituente.
Il progetto del partito unico subisce, però, un pesante arresto: il governo Berlusconi III modifica la legge elettorale in senso proporzionale il mese dopo ed alle elezioni politiche del 2006 ogni partito della CdL, presentandosi formalmente per Berlusconi premier, di fatto marcerà autonomamente per il proprio leader di partito.

#### Il XVII Congresso del PPE a Roma (30-31 marzo 2006)
Durante la celebrazione del XVII Congresso del Partito Popolare Europeo, svoltosi a Roma tra il 30 ed il 31 marzo 2006, Silvio Berlusconi, in qualità di organizzatore del congresso e di presidente dell'assemblea, sottopone all'approvazione della dirigenza del PPE un documento precedentemente redatto con il contributo di tutti i partiti italiani aderenti alla famiglia dei popolari europei, denominato Carta dei Valori del Partito Popolare Europeo e ispirato al Manifesto dei valori del Partito della Libertà. In questo documento vengono puntualmente elencati tutti i principi ideali e politici a cui i movimenti aderenti al PPE devono ispirarsi: il federalismo nell'ottica del rispetto del principio della sussidiarietà, la dignità della persona, la libertà e le responsabilità conseguenti alla libertà, l'eguaglianza e il riconoscimento delle radici giudaico-cristiane dell'Europa e la sua comune eredità culturale classica e umanistica, insieme con la parte migliore dell'illuminismo.
Questo documento, successivamente approvato per acclamazione dai membri del PPE partecipanti al Congresso (tra i quali Angela Merkel e José Manuel Durão Barroso), si rivelerà successivamente quale fondamento imprescindibile del Popolo della Libertà e verrà adottato nello statuto del partito come carta dei valori a cui tutti i membri del PdL sono tenuti a conformare la loro azione politica e amministrativa.

#### L'opposizione al Governo Prodi: ilPartito della Libertà
La vittoria de l'Unione di Prodi alle elezioni del 2006 disarticola il campo del centro-destra e sembra archiviare il progetto Partito della Libertà. Nonostante le difficoltà susseguenti alla sconfitta, il 30 marzo 2006 Berlusconi, dal Congresso del PPE a Roma, propone nuovamente il progetto del partito unico.
Il 16 maggio Berlusconi lascia Palazzo Chigi a Prodi dichiarando che il Partito della Libertà si sarebbe fatto entro un solo anno. Il tema viene poi ripreso da Fini che insieme all'Esecutivo di AN il 18 luglio annuncia l'intenzione di voler traghettare il suo partito nel partito unico del centro-destra, accettando quindi l'ingresso nel PPE entro le elezioni europee del 2009. È il documento Ripensare il centrodestra nella prospettiva europea.
Di diverso avviso resta l'UDC, che in settembre per bocca del suo segretario, Lorenzo Cesa, ribadisce la propria contrarietà al partito unico del centro-destra.

#### La nuova tattica: rovesciare la gerarchia piramidale e verticistica del potere
A partire dal mese di ottobre del 2006, Silvio Berlusconi dichiara di voler ufficializzare a breve il progetto politico di unificazione del centro-destra, ed il 29 ottobre, durante una manifestazione ad Arconate contro la legge finanziaria 2007, annuncia che il 2 dicembre FI e AN sarebbero scesi in piazza contro il Governo Prodi e per lo scopo di rilanciare l'opposizione di centro-destra ed il progetto PdL.

#### L'avanguardia delPopolo della Libertà
A muoversi come avanguardia e guida del Popolo della Libertà sono Marcello Dell'Utri e Michela Vittoria Brambilla.
Il 17 novembre 2006 Marcello Dell'Utri rilancia in forma rinnovata i suoi giovani de Il Circolo come Circoli della Libertà, successivamente divenuti Circoli del Buon Governo, e tiene un convegno nazionale a Montecatini Terme dal 24 al 26 novembre.
Il 22 novembre 2006 Michela Vittoria Brambilla, leader dei giovani di Confcommercio, presenta a Milano il «Circolo della libertà».
Dopo la manifestazione del 2 dicembre 2006, l'UDC continua a non mutare atteggiamento ed è ormai fuori dalla CdL, mentre AN procede prudentemente. I critici dell'impresa come Ferdinando Adornato cercano di sminuire il progetto ritenendo che esso non abbia come obiettivo finale la costituzione di un unico partito dei moderati, bensì solo una reincarnazione di Forza Italia in cui confluiscano al suo interno frazioni e schegge del centro-destra.. Il 26 aprile 2007, la Brambilla registra il nome Partito della Libertà. Il 6 agosto 2007 Michela Vittoria Brambilla registra anche il simbolo del Partito della Libertà per conto di Silvio Berlusconi, che ne risulta titolare: graficamente è identico al logo dei Circoli. Tuttavia nessuno degli alleati di Berlusconi si esprime pubblicamente sull'interesse a far parte del neonato partito e alcuni esponenti di primo piano di AN, UDC e Lega (Maurizio Gasparri, Lorenzo Cesa e Roberto Calderoli) rilasciano dichiarazioni in tal senso.
Dal 2 giugno 2007 Il Giornale allega il settimanale Il Giornale della Libertà, organo dei circoli Brambilla, nonostante le proteste dei redattori del quotidiano di Paolo Berlusconi. L'11 giugno, dopo due mesi e mezzo di preparazione, nasce anche la TV della Libertà, canale satellitare gratuito trasmesso anche da una rete di Tv locali e sotto la supervisione di Michela Brambilla.
Il 19 agosto avviene una nuova accelerazione allorquando il quotidiano La Stampa annuncia ormai come imminente il nuovo partito di Berlusconi con la Brambilla segretario, circostanze smentite successivamente da Berlusconi.

### Lasvolta del predellinodi Berlusconi

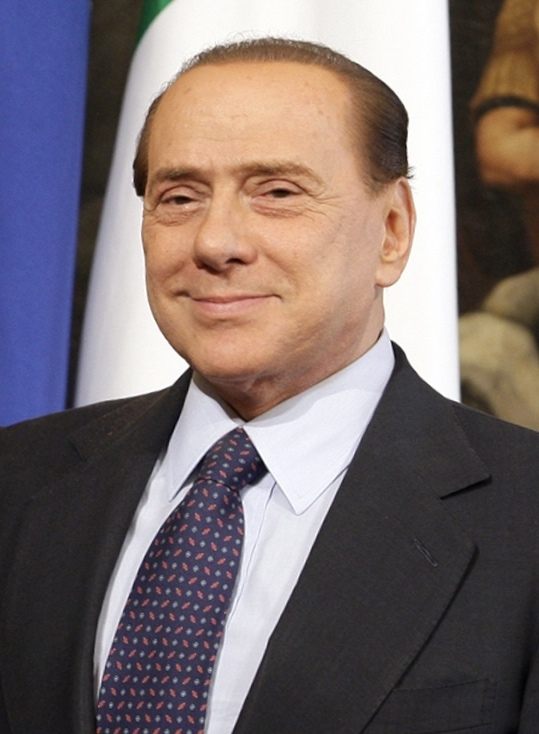
Il presidente del Popolo della Libertà e di Forza Italia, Silvio Berlusconi

Viste le agitazioni interne a Forza Italia e non solo dopo l'uscita de La Stampa in agosto, Berlusconi arretra dal partito unico alla forma federativa che viene rilanciata il 30 agosto. L'8 settembre aggiunge anche di voler unificare i gruppi parlamentari di FI e AN. A questo risponderà il giorno dopo Fini, sollecitando un'accelerata al progetto, mentre nei giorni seguenti, il PdL, anche come federazione, resta fermo alla fase degli annunci. Berlusconi commenta ritenendo la dichiarazione di Fini non rivolta alla sua persona.
Il 23 ottobre il quotidiano Libero titola: «Prodi via il 14 novembre». Spiegherà al riguardo il portavoce di Forza Italia Paolo Bonaiuti che i giorni in cui si vota la Finanziaria al Senato sarebbero stati i più critici del momento politico.
La data del 14 novembre 2007 è stata un passaggio decisivo per la nascita del PdL, poiché il giorno successivo, il 15 novembre, arriva il via libera dal Senato alla legge finanziaria con 161 voti favorevoli contro 157 contrari, acuendo il dibattito politico italiano, per il fatto che una manovra così importante si giocasse su un numero così esiguo di voti di differenza.

#### Lo scontro frontale nella Casa delle Libertà (16-18 novembre 2007)
Il 16 novembre 2007 il Corriere della Sera pubblica una lettera di Gianfranco Fini nella quale il Presidente di Alleanza Nazionale osserva la situazione politica attuale, riguardo il Governo Prodi e la necessità di una nuova legge elettorale. Il giorno successivo Berlusconi commenta ai microfoni di Radiouno Rai l'opinione di Fini.
Il 18 novembre 2007 Gianfranco Fini dalle colonne de la Repubblica afferma la necessità di rilanciare l'alleanza nel centro-destra, pur condividendo le diverse modalità con cui ogni forza politica si è espressa in Parlamento nei due anni precedenti. Lo stesso giorno, intorno alle ore 13 presso il convegno organizzato da Alleanza Nazionale Il tempo delle scelte, il deputato di AN Italo Bocchino commenta la scissione di Storace da Alleanza Nazionale e il passaggio di Daniela Santanchè alla Destra di Storace. Fabrizio Cicchitto, ospite di Forza Italia, viene duramente contestato.

#### Ildiscorso del predellinoa piazza San Babila (18 novembre 2007)
Attorno alle ore 18 del 18 novembre 2007, circa cinque ore dopo la contestazione a Fabrizio Cicchitto presso il convegno di Alleanza Nazionale, Silvio Berlusconi si presenta in piazza San Babila a Milano ove è in corso l'iniziativa nazionale Subito al voto organizzata da Forza Italia (una campagna popolare di raccolta firme sotto i gazebo per chiedere nuove elezioni). Salendo sul predellino di un'auto, Berlusconi annuncia ai microfoni dei giornalisti la nascita ufficiale del nuovo grande partito del Popolo della Libertà. Berlusconi aggiunge che Forza Italia si scioglierà nel nuovo movimento politico e argomenta la sua svolta con il successo dell'iniziativa nei gazebo di Subito al voto. Questo fatto rimarrà famoso come «discorso del predellino» e, per la modalità inconsueta con cui si proclamò la fine di un partito e la nascita di un altro, si parlerà a lungo di «svolta del predellino».
Il 19 novembre Berlusconi, in una conferenza stampa nella quale presenta gli obiettivi del partito, annuncia che sarebbero stati gli elettori a scegliere il nome definitivo del partito e che si sarebbero tenute elezioni primarie per eleggere il leader. In tale occasione Berlusconi presentò il simbolo del partito e dichiarò che il nome del nuovo soggetto politico sarebbe stato scelto dagli stessi elettori nell'occasione di una seconda raccolta di firme, durante la quale si sarebbero organizzate anche le prime pre-iscrizioni.
Viene anche inviata una lettera agli iscritti di Forza Italia, con la quale Berlusconi conferma la fine di Forza Italia. Il partito non raccolse, in quel momento, il consenso dei tre principali alleati di Forza Italia, la Lega, l'UdC e Alleanza Nazionale; quest'ultima, pur avendo fin allora sostenuto il progetto unitario, contestò il modo d'agire di Berlusconi, con dichiarazioni pubbliche di Fini.
Anche Casini commenta il discorso del predellino con alcune critiche, mentre esce un comunicato stampa di AN dove si spiega che il partito non si scioglie e non confluisce nel nuovo partito di Berlusconi. Aderirono invece subito quasi tutti i partiti minori di matrice liberale e centrista.
Il 25 novembre Berlusconi decreta la cessazione della Casa delle Libertà.

#### La scelta del nome (2 dicembre 2007)
Berlusconi prosegue con la costruzione del nuovo partito. Il 2 dicembre tornano in piazza i gazebo di Forza Italia, con l'ausilio dei Circoli della Libertà, per invitare i cittadini a scegliere il nome del nuovo soggetto politico. Il 12 dicembre 2007 Berlusconi annuncia su la Tv della Libertà che era prevalsa l'opzione Il Popolo della Libertà su Il Partito della Libertà, con il 63,14% dei voti contro il 36,86%. Il 15 viene annunciata la costituente del nuovo partito per il 27 marzo 2008.
Tale iniziativa venne tuttavia criticata da Alleanza Nazionale e da Fini nei giorni seguenti.
Alcuni sostengono che sia stato scelto questo nome alternativo anche perché il termine Partito della Libertà sarebbe risultato essere un marchio di proprietà della Federazione dei Liberali Italiani, la quale il 5 ottobre aveva già diffidato la Brambilla e Berlusconi dall'uso dello stesso e contestualmente presentato una richiesta di danni pari a 30 milioni di euro per l'uso indebito di tale marchio.

#### Ilsìdegli alleati
Gli eventi politici italiani prendono una piega inaspettata quando il 16 gennaio 2008 viene arrestata la moglie del Ministro della Giustizia Clemente Mastella. Il partito guidato da quest'ultimo, l'UDEUR, passa prima da alleato organico dell'Unione all'appoggio esterno al governo (17 gennaio) e poi all'opposizione (21 gennaio). Il 24 gennaio il Governo Prodi II perde la fiducia del Senato ed al presidente Napolitano non resta che sciogliere le Camere anticipatamente il 6 febbraio.
Il 19 gennaio il segretario del PD, Walter Veltroni, annuncia la volontà del suo partito di archiviare le alleanze elettorali stile Unione per correre alle elezioni da solo, invitando Berlusconi a fare altrettanto, ribadendo la proposta con più forza pochi giorni dopo.
L'8 febbraio 2008 giunge l'accordo tra FI e AN, che alle elezioni andranno unite come PdL. Qualunque altro alleato, esclusa la Lega Nord, avrebbe dovuto confluire nel PdL o presentarsi autonomamente con un altro candidato premier. La data dell'8 febbraio viene tra l'altro a cadere proprio nel giorno anniversario della morte di Pino Tatarella, che si era insistentemente battuto per realizzare il sogno di un partito unitario di centro-destra.
L'UDC esprime però il proprio dissenso al partito unico di centro-destra, ed Il 13 febbraio l'UDC esplicita definitivamente il suo rifiuto al PdL.
Il decisivo cambiamento di atteggiamento di AN segna comunque il rilancio definitivo del PdL come partito unico del centro-destra, a Libero del 16 febbraio Fini annuncia per l'autunno il congresso di scioglimento di AN.
Il 4 febbraio lasciano l'UDC per il PdL la corrente di Carlo Giovanardi, che forma il movimento dei Popolari Liberali; viceversa il 1º febbraio lascia Forza Italia per l'UDC Ferdinando Adornato con i suoi Circoli Liberal. Anche il Nuovo PSI di Stefano Caldoro, la Democrazia Cristiana per le Autonomie di Gianfranco Rotondi e Azione Sociale di Alessandra Mussolini decidono di aderire al progetto. Il 9 febbraio Berlusconi apre la campagna elettorale del PdL al meeting dei Circoli della Libertà del Nord Italia a piazza San Babila col nuovo slogan Rialzati, Italia!.

#### La formazione della lista unica in vista delle politiche 2008
Il 27 febbraio viene sottoscritto davanti al notaio Paolo Becchetti da Berlusconi e Fini l'atto costitutivo dell'associazione Il Popolo della Libertà. In esso si stabilisce che l'associazione scadrà il 31 luglio 2014 e stabilisce che il PdL sia cogestito da FI e AN, le quali si impegnano a fare gruppi parlamentari unici dalla legislatura successiva. Nel metodo e nel merito, l'atto non piacerà agli alleati minori.
L'articolo 8 dell'atto fissa in 70% a 30% i rapporti numerici rispettivamente tra FI e AN all'interno della lista unica da presentare alle elezioni. Il 29 febbraio 2008 viene presentato il programma elettorale del cartello elettorale strutturato in sette punti principali (o missioni): rilanciare lo sviluppo, sostenere la famiglia, più sicurezza, più giustizia, i servizi ai cittadini, il Sud, il federalismo, un piano straordinario di finanza pubblica.
Nella lista unica vengono candidati anche esponenti di altri partiti che hanno aderito al PdL: la Democrazia Cristiana per le Autonomie, i Popolari Liberali, il Nuovo PSI, Azione Sociale, i Riformatori Liberali, il Partito Pensionati, il movimento Italiani nel Mondo, il Partito Repubblicano Italiano, i Liberal Democratici ed i Verdi Verdi.

#### La prima campagna elettorale 2008
La campagna elettorale de il Popolo della Libertà vide accendersi i toni da entrambe le parti verso le settimane precedenti al voto. In particolare, evento che inasprì i toni della campagna fu l'annuncio da parte di Silvio Berlusconi, il 22 marzo 2008, di una cordata italiana per l'acquisto della compagnia aerea di bandiera, l'Alitalia, nella quale sarebbero entrati anche, probabilmente, i figli del leader del centro-destra. L'annuncio venne visto dalla maggior parte degli avversari politici del PdL come un annuncio puramente propagandistico. Il giorno dopo Berlusconi precisò di avere soltanto auspicato un impegno di imprenditori italiani in una cordata, ma smentì una partecipazione in prima persona della sua famiglia.
Evento che contraddistinse gli ultimi giorni di campagna elettorale fu lo scontro fra PD e PdL sul confronto televisivo fra i due principali candidati premier. La legge della par condicio, infatti, prevedeva che a tutti i candidati alla presidenza del Consiglio vi fosse pari partecipazione televisiva, e il rinnovato panorama politico con quindici candidati non avrebbe permesso un duello in TV come quelli avvenuti prima delle precedenti elezioni fra Berlusconi e Romano Prodi, allora unici candidati. L'agognato duello fra Veltroni e Berlusconi, alla fine, non si tenne, ma l'ultimo giorno di campagna elettorale i due politici poterono confrontarsi nella stessa trasmissione, seppur uno dopo l'altro, a Matrix, su Canale 5, dove i due ebbero a disposizione tre quarti d'ora ciascuno.
Altro caso che inasprì i rapporti fra le due forze politiche fu la vicenda sulle schede elettorali: Berlusconi denunciò una presunta irregolarità delle schede, che a suo avviso non esplicitavano la presenza di due coalizioni ed erano soggetti ad errore da parte dell'elettore. Particolarmente criticate furono le parole del principale alleato del PdL e capo della Lega, Umberto Bossi.

#### La vittoria alle Politiche 2008
Le elezioni politiche del 2008 si sono concluse con un netto successo dell'alleanza di centro-destra formata da PdL, Lega Nord e Movimento per le Autonomie, che ha ottenuto complessivamente il 46,81% alla Camera ed il 47,32% al Senato, conquistando la maggioranza assoluta in entrambe le camere. Il Popolo della Libertà ha ottenuto singolarmente il 37,39% alla Camera e il 38,17% al Senato. Il PdL è così la prima lista elettorale a livello nazionale.

### Il PdL al governo
Dopo la vittoria politica del centro-destra, il PdL ed i due partiti alleati, la Lega Nord ed il Movimento per le Autonomie, costituiscono la maggioranza parlamentare nella XVI Legislatura, inaugurata il 29 aprile 2008 con l'elezione dei due presidenti delle Camere. I politici designati per tali compiti sono due membri del PdL: Renato Schifani al Senato, eletto lo stesso giorno, e Gianfranco Fini alla Camera che, a causa della maggioranza più ampia richiesta alla Camera, viene eletto al quarto scrutinio il 30 aprile.

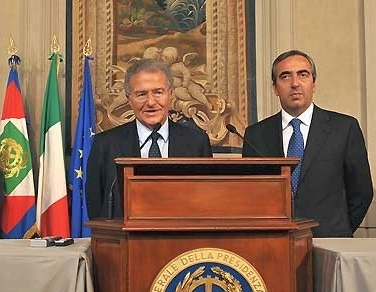
Cicchitto e Gasparri, capigruppo PdL alla Camera e al Senato per la XVI legislatura

Fabrizio Cicchitto diventa presidente del gruppo parlamentare alla Camera, Maurizio Gasparri di quello al Senato.
Il 9 maggio il Governo Berlusconi IV entra in carica con il giuramento davanti al Presidente della Repubblica Italiana Giorgio Napolitano. L'incarico era stato affidato al leader del PdL il giorno precedente e Berlusconi aveva accettato senza la consueta riserva, come invece era avvenuto anche nei precedenti governi da lui presieduti. Dei 21 ministri complessivi del Governo, 17 appartengono al Popolo della Libertà. Il 12 maggio il Consiglio dei ministri nomina i sottosegretari del Governo.
Intanto, l'11 maggio 2008 il presidente della Camera, Gianfranco Fini, lascia la Presidenza di Alleanza Nazionale ed affida ad Ignazio La Russa, in qualità di reggente, il compito di portare AN, tra la fine dell'anno e l'inizio del 2009, alla definitiva confluenza nel PdL.
Mario Baccini, deputato della Rosa per l'Italia eletto nelle liste dell'Unione di Centro, vota la fiducia al governo ed aderisce al PdL.
Il 9 giugno 2008 i Liberal Democratici Daniela Melchiorre e Italo Tanoni lasciano il gruppo PdL ed aderiscono al gruppo misto e successivamente passeranno all'opposizione del governo.

#### La nascita ufficiale: il congresso fondativo (27-28-29 marzo 2009)
Dopo la costituzione della lista unica in occasione delle elezioni politiche del 2008 ed in previsione di un'eventuale costituzione di un soggetto politico unitario, vari congressi di partito, tra cui quello di Forza Italia e della Democrazia Cristiana per le Autonomie, furono tenuti nell'autunno del 2008 per sancire lo scioglimento dei rispettivi movimenti politici e la futura adesione dei membri di tali movimenti al progetto del Popolo della Libertà.
Il 21 e 22 marzo 2009 si celebra il terzo ed ultimo congresso di AN che ne sancisce lo scioglimento. Nell'occasione Fini traccia un bilancio degli ultimi quindici anni di alleanza tra Forza Italia e Alleanza Nazionale.
Dal 27 al 29 marzo 2009 si tenne alla Fiera di Roma il primo Congresso nazionale fondativo del Popolo della Libertà, a cui hanno assistito come ospiti anche i leader dei due partiti alleati Umberto Bossi e Raffaele Lombardo. La data fu scelta per ricordare il 27 marzo 1994, giorno della prima vittoria ottenuta dall'allora Polo delle Libertà e Polo del Buon Governo.
In apertura dei lavori fu ascoltato l'Inno di Mameli e l'Inno alla gioia di Beethoven, rispettivamente inni della Repubblica Italiana e dell'Unione europea, e a seguire Annagrazia Calabria, la più giovane parlamentare del Popolo della Libertà, pronunciò il primo intervento, leggendo i saluti e gli auguri di buon lavoro inviati dal Presidente della Repubblica Giorgio Napolitano.
Tra gli intervenuti vi fu il Sindaco di Roma Gianni Alemanno, che lesse il messaggio di ringraziamento del PdL a Giorgio Napolitano per gli auguri inviati, ed il fondatore del partito Silvio Berlusconi, che delineò i principi e gli elementi fondanti la sua iniziativa.
Egli indicò quali precursori ideali del PdL don Luigi Sturzo, fondatore del partito che chiamò popolare, Alcide De Gasperi e la Democrazia Cristiana, Piero Gobetti, Carlo Rosselli, Benedetto Croce, Sandro Pertini, Luigi Einaudi, Ugo La Malfa, Giuseppe Saragat e Bettino Craxi.
Alla chiusura del Congresso, i seimila delegati acclamano all'unanimità Silvio Berlusconi come Presidente del PdL. Dal congresso scaturiscono anche le nomine dei tre coordinatori nazionali del partito: Ignazio La Russa, Denis Verdini e Sandro Bondi.

#### Le polemiche sulle liste per le Europee
Il 14 febbraio 2009 il PdL annunciò che in vista del rinnovo del Parlamento europeo tra le proprie liste sarebbe stato candidato alle elezioni europee Clemente Mastella, leader dell'UDEUR e già ministro della Giustizia del secondo governo Prodi. Alcuni quotidiani riportarono che tale annuncio non fosse stato gradito dalla base del partito. Nelle medesime elezioni Berlusconi si presentò in qualità di capolista per il Popolo della Libertà in tutte e cinque le circoscrizioni elettorali italiane, attirando critiche di parte dell'opposizione, in quanto le cariche di parlamentare nazionale e membro dell'esecutivo di uno degli stati membri sono incompatibili con quella di deputato europeo. La scelta di Berlusconi fu condivisa anche da Antonio Di Pietro, che parimenti si candidò in tutte le circoscrizioni come capolista dell'Italia dei Valori.
Un'ulteriore polemica esplosa sui principali quotidiani a diffusione nazionale concernente la formazione delle liste elettorali interessò la candidatura europea di giovani donne tra cui alcune collegate con il mondo dello spettacolo. I giornali riportarono di un corso di formazione politica per potenziali candidate, aperto il 21 aprile da Berlusconi nella sede del partito in via dell'Umiltà a Roma, nel quale le partecipanti erano circa trenta. Diverse di loro avevano già alle spalle una carriera politica in Forza Italia, come Beatrice Lorenzin, Michaela Biancofiore, Laura Ravetto e Annagrazia Calabria. Tra le partecipanti erano presenti attrici e personalità televisive come Angela Sozio, già concorrente della terza edizione del Grande Fratello, Barbara Matera, ex annunciatrice Rai (che peraltro aveva svolto attività politica in Forza Italia), Camilla Ferranti ed Eleonora Gaggioli.
Il 27 aprile il sito web della fondazione finiana FareFuturo pubblicò l'articolo Donne in politica: il "velinismo" non serve a firma di Sofia Ventura, docente di scienza politica all'Università di Bologna. L'articolo analizzava l'annosa problematica, comune a molti paesi europei, della bassa percentuale di donne nelle istituzioni e confrontava le varie modalità per porvi rimedio, auspicando che un partito di governo come il Popolo della Libertà volesse interrogarsi seriamente sulla questione. La parte dell'articolo più citata dai media sarà però quella conclusiva, in cui la Ventura attaccava «la pratica di cooptazione di giovani, talvolta giovanissime, signore di indubbia avvenenza ma con un background che difficilmente può giustificare la loro presenza in un'assemblea elettiva come la Camera dei deputati o anche in ruoli di maggiore responsabilità». Secondo la Ventura, «il fenomeno del "velinismo" in politica, ancorché circoscritto, non aiuta certo a modernizzare una cultura ancora in parte diffidente verso il ruolo delle donne in politica e a promuovere la pari dignità dei sessi in ogni ambito della vita pubblica, piuttosto rilancia uno stereotipo femminile mortificante». Concludeva dicendo che «le donne non sono gingilli da utilizzare come specchietti per le allodole, non sono nemmeno fragili esserini bisognosi di protezione e promozione da parte di generosi e paterni signori maschi, le donne sono, banalmente, persone. Vorremmo che chi ha importanti responsabilità politiche qualche volta lo ricordasse».
Fini ne prenderà subito le distanze parlando di «valutazioni comprensibili ma eccessive». Nella serata del 28 aprile, la querelle venne rilanciata dall'intervento a sorpresa della moglie di Berlusconi, Veronica Lario, che rispondendo a delle domande via e-mail all'Ansa, scrisse che «quello che emerge oggi attraverso il paravento delle curve e della bellezza femminile, e che è ancora più grave, è la sfrontatezza e la mancanza di ritegno del potere che offende la credibilità di tutte e questo va contro le donne in genere e soprattutto contro quelle che sono state sempre in prima linea e che ancora lo sono a tutela dei loro diritti. Qualcuno ha scritto che tutto questo è a sostegno del divertimento dell'imperatore. Condivido, quello che emerge dai giornali è un ciarpame senza pudore, tutto in nome del potere».
Il giorno successivo furono pubblicate le liste del PdL: in esse si ritrovarono solo tre "donne nuove", con una delle quali, Barbara Matera, proveniente dal mondo dello spettacolo. Per alcuni organi di stampa, come il quotidiano la Repubblica, molte candidate erano state depennate dopo l'intervento della moglie di Berlusconi. Tale ipotesi è stata comunque smentita dal PdL.
Berlusconi presentò le tre "nuove candidate" e per il resto venne confermata quasi al completo la squadra degli europarlamentari uscenti, con l'inserimento di Mastella.

#### Elezioni europee e amministrative 2009
Il partito ottenne il 35,26% dei voti, non raggiungendo la soglia auspicata del 40%. Il risultato consolidò il ruolo del Popolo della Libertà come primo movimento politico italiano per numero di voti, in quanto il Partito Democratico, suo principale concorrente, si attestò su una percentuale inferiore, pari al 26,13% dei votanti. Dalle liste del PdL vennero così eletti 29 europarlamentari, che aderirono al Gruppo del Partito Popolare Europeo. Berlusconi mancò però l'obiettivo dei tre milioni di preferenze, totalizzandone due milioni e settecentomila circa. Nonostante le polemiche giornalistiche scatenate nei mesi precedenti, Clemente Mastella, Lara Comi, Barbara Matera e Licia Ronzulli risultarono tutti eletti.
Nelle contemporanee amministrative del 2009 il Popolo della Libertà riuscì a vincere in alcune amministrazioni precedentemente governate dal centro-sinistra, come nelle provinciali di Milano, Venezia, Piacenza, Napoli e Bari.
All'indomani delle elezioni il Presidente della Camera Fini aprì un confronto interno denunciando le politiche promosse dal PdL come troppo simili a quelle leghiste.

#### I primi scontri nel partito
Nel novembre del 2009 il Sottosegretario alla Presidenza del Consiglio Gianfranco Micciché diede vita, insieme ai finiani, alla scissione del PdL Sicilia. Tra le motivazioni della rottura il continuo scontro con l'area del partito facente capo al Ministro Angelino Alfano, al Presidente del Senato Renato Schifani ed ai coordinatori Giuseppe Castiglione e Domenico Nania sulle posizioni nei confronti del Governo Regionale Siciliano guidato da Raffaele Lombardo. Dopo la scissione lo scontro all'interno della maggioranza siciliana si acuì al punto che i deputati del Pdl ufficiale votarono contro il DPEF del Governo, mettendo in crisi Lombardo che arrivò a dichiarare: "Con la bocciatura del Dpef, c'è stata la dissoluzione della maggioranza".
Dopo lo scontro tra Berlusconi e Fini che si ebbe all'annuncio della fondazione del PdL con il discorso del predellino e con l'opposizione di Fini all'iniziativa, che aveva marchiato come plebiscitaria e confusa, alle elezioni politiche del 2008 Fini però cambiò opinione e si presentò con il PdL, ma le prime avvisaglie delle polemiche del Presidente della Camera col Presidente del Consiglio si hanno già sulla proposta di Fini di dare il voto agli immigrati e sull'accusa da parte di Fini di abuso nei confronti del Governo degli strumenti del decreto-legge e del voto di fiducia.
Il 1º dicembre 2009 Fini critica aspramente Berlusconi in una conversazione privata con il magistrato Nicola Trifuoggi registrata a loro insaputa grazie ad un microfono inaspettatamente acceso. Fini accusa il premier di confondere la leadership con la monarchia assoluta ed il consenso popolare con una sorta di immunità nei confronti di qualsiasi altra autorità.. Dal PdL arrivano richieste di chiarimenti sulle parole dell'ex AN.

#### Il successo delle regionali e amministrative 2010
Il 24 febbraio 2010 il Movimento per l'Italia, associazione fondata da Daniela Santanchè dopo la sua uscita da La Destra, si federa con il PdL, e la stessa Santanchè viene nominata Sottosegretario del Ministro per l'attuazione del programma di governo.
In occasione delle elezioni regionali e delle amministrative del 2010, il Popolo della Libertà, alleato con la Lega Nord al nord e con l'Unione di Centro in Campania, Lazio e Calabria, riuscì a strappare al centro-sinistra varie amministrazioni comunali, tra le quali Chieti, Andria e Quartu Sant'Elena, e provinciali, ma soprattutto quattro amministrazioni regionali: il Piemonte col leghista Roberto Cota, il Lazio con l'ex segretario UGL Renata Polverini, la Campania con l'ex socialista Stefano Caldoro e la Calabria con l'ex AN Giuseppe Scopelliti. Il centro-destra si conferma inoltre alla guida delle due regioni in cui già aveva vinto alle regionali del 2005, Lombardia e Veneto.
L'insuccesso in Puglia invece provoca le dimissioni di Raffaele Fitto, leader del PdL pugliese, da Ministro per i rapporti con le Regioni, ma le sue dimissioni non vengono però accettate da Berlusconi.
Rispetto al 2005, allorquando il centro-destra ebbe a ritrovarsi alla guida di quattro regioni su venti (Lombardia, Veneto, Molise, Sicilia), dopo le elezioni regionali del 2010 la coalizione guidata dal PdL governò in undici regioni (Piemonte, Lombardia, Veneto, Friuli-Venezia Giulia, Abruzzo, Molise, Lazio, Campania, Calabria, Sicilia, Sardegna) sulle venti d'Italia.
Nell'ambito del successo conseguito dalla coalizione, in termini meramente percentuali il Popolo della Libertà ottenne però meno voti della sommatoria di Forza Italia e Alleanza Nazionale nell'Italia settentrionale a vantaggio della Lega Nord rispetto alle regionali di cinque anni prima.

#### Scontro Fini-Berlusconi nella direzione nazionale del partito
Dopo che già il 2 marzo 2010 Fini aveva ribadito la mancanza di sintonia con Berlusconi dichiarando: Avendo io contribuito a fondare il PdL, ci sono molto affezionato... ma se mi chiedi se il PdL mi piace così come è adesso, la risposta credo l'abbiano capita tutti, non c'è bisogno di ripeterla, l'apice dello scontro si raggiunge il 15 aprile 2010 con Gianfranco Fini che accusa Berlusconi di appiattirsi sulle posizioni della Lega Nord, minacciando di creare gruppi parlamentari autonomi.
La polemica è talmente forte che il Presidente del Senato Renato Schifani dichiara che le continue divisioni possono portare ad elezioni anticipate. Nei giorni seguenti Bocchino annuncia la nascita di una corrente finiana articolata, mentre Berlusconi invita Fini a lasciare il partito.
Durante la convocazione della prima Direzione Nazionale del partito, per l'occasione estesa anche ai gruppi parlamentari italiani ed ai membri del Parlamento europeo del PdL, il 21 aprile 2010, si verifica un duro battibecco tra i due, nel quale Berlusconi chiede a Fini di lasciare la Presidenza della Camera qualora quest'ultimo intendesse proseguire a fare politica dentro il PdL; Fini provocatoriamente rispose: Altrimenti che fai? Mi cacci?. Al termine viene approvato un documento con il voto contrario di 11 finiani, in cui si ribadisce che il partito non riconosce ufficialmente l'esistenza di correnti che contribuiscono a ledere la natura stessa di esso.
Qualche giorno dopo viene ufficializzata la nascita dell'associazione Generazione Italia, che riunisce tutti gli esponenti finiani del PdL.

#### Scissione diFuturo e Libertà
Dopo il deferimento ai probiviri del partito dei deputati Italo Bocchino, Fabio Granata, Carmelo Briguglio, tre fedelissimi di Gianfranco Fini, effettuato dall'Ufficio di presidenza del PdL ed all'indomani dell'elaborazione di un documento, sempre dell'Ufficio di Presidenza ed approvato con 33 voti favorevoli e 3 contrari, in cui viene sancita l'incompatibilità di Fini con i principi del partito e pertanto viene così affermata la sfiducia da parte del movimento politico verso Gianfranco Fini anche in qualità di Presidente della Camera, il 30 luglio 2010 si costituisce un nuovo gruppo parlamentare alla Camera dei Deputati denominato Futuro e Libertà. Per l'Italia, formato da trentaquattro deputati vicini a Fini.. Il successivo 2 agosto viene formato anche al Senato della Repubblica, con il nome di Futuro e Libertà per l'Italia, un gruppo parlamentare finiano di dieci membri provenienti dal gruppo del PdL.
Dopo che già a marzo 2010 Micciché aveva dichiarato di essere disposto a lasciare il Popolo della Libertà per creare il Partito del Sud e che l'esperienza del PdL Sicilia si era chiusa quando la componente finiana aveva aderito a FLI, la componente che fa riferimento a Gianfranco Micciché effettua una nuova scissione dando vita a un ulteriore partito denominato Forza del Sud, presentato ufficialmente il 30 ottobre 2010.
Per il PdL si tratta quindi di una fase critica, percorsa da diversi abbandoni, nonostante i quali il governo Berlusconi passa indenne la mozione di sfiducia del 14 dicembre 2010, sostenuta dall'opposizione e da FLI.

#### La sconfitta delle amministrative 2011 ed Alfano segretario

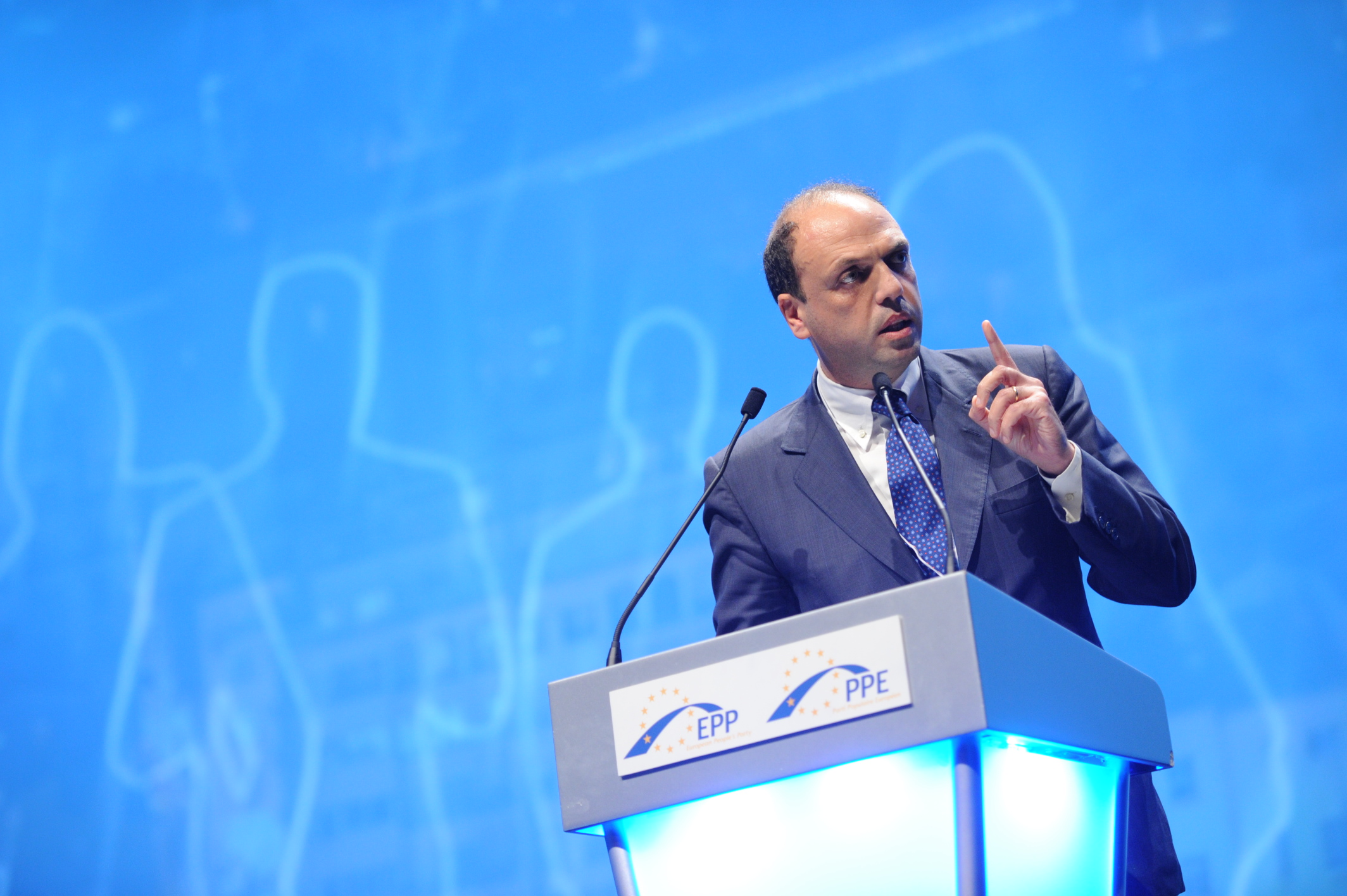
Angelino Alfano

Durante le Elezioni amministrative del 2011, prime elezioni successive alla scissione causata dal Presidente della Camera Gianfranco Fini e dai parlamentari a lui vicini, ed anche allo scandalo noto come caso Ruby che ha coinvolto personalmente il Presidente del Consiglio, accusato dalla Procura della Repubblica di Milano di concussione e prostituzione minorile, si registra un netto arretramento del Popolo della Libertà e più in generale della coalizione a sostegno del premier Silvio Berlusconi.
Nelle grandi città al voto si registra una vittoria del centro-sinistra, la quale è particolarmente sorprendente ai ballottaggi di Milano, dove Giuliano Pisapia con il 55,1% riesce a battere il Sindaco uscente Letizia Moratti che si ferma al 44,89%, di Napoli, dove Luigi de Magistris con il 65,37% batte nettamente Gianni Lettieri che ottiene al 34,62% e di Cagliari, dove Massimo Zedda col 59,42 % batte Massimo Fantola che ottiene il 40,57 %.
Nello stesso giorno della sconfitta, il coordinatore del PdL Sandro Bondi rimette il proprio mandato nelle mani di Berlusconi.
A seguito delle elezioni, dopo essere stato designato dall'Ufficio di Presidenza del PdL, il 1º luglio 2011 Angelino Alfano, già Ministro della Giustizia, viene eletto Segretario politico del PdL dal Consiglio Nazionale del partito, con un solo voto contrario.

#### La vittoria alle elezioni regionali 2011 in Molise
Il 16 e 17 ottobre 2011, in occasione delle elezioni regionali in Molise del 2011, in base ai risultati, si registra una ripresa del partito e in generale della coalizione di centro-destra, dopo la sconfitta subita alle elezioni amministrative del 2011. Infatti, per la terza volta consecutiva l'esponente del partito Angelo Michele Iorio viene riconfermato Presidente della regione Molise, anche se con un margine molto più ridotto rispetto alle due elezioni precedenti il 2011; vince infatti di 0,79 punti percentuali sul candidato del centro-sinistra Paolo Di Laura Frattura.
Tale consultazione è stata però annullata, il 17 maggio 2012, dal TAR Molise che ha ravvisato irregolarità nella raccolta firme per alcune liste che sostenevano il governatore uscente.
Il 29 ottobre 2012 il Consiglio di Stato ha respinto i ricorsi del centrodestra confermando il verdetto del Tar Molise che precedentemente aveva annullato il voto. Il Molise dovrà quindi tornare al voto anticipato, come avvenuto già nel 2001 sempre per vizi procedurali, nell'elezione nei primi mesi del 2013.

#### Crisi economica e crisi di governo
Nel mezzo della crisi del debito sovrano europeo e della crisi economica italiana, la maggioranza che sostiene Berlusconi comincia a sfaldarsi. Il senatore Carlo Vizzini lascia il partito ed aderisce al PSI, ma è soprattutto alla Camera che l'emorragia di deputati del PdL mette in seria crisi la tenuta del governo.
Santo Versace e Giancarlo Pittelli lasciano il gruppo a settembre e ad ottobre all'interno del partito le spinte per un nuovo governo sono forti, soprattutto da parte di Claudio Scajola e di Beppe Pisanu.
La prima avvisaglia di crisi è la non approvazione da parte della Camera del Rendiconto generale dello Stato. Berlusconi non si dimette e la maggioranza si ricompatta pochi giorni dopo, ridando la fiducia al Governo, ma non partecipano al voto Giustina Destro e Fabio Gava.
Questi ultimi, insieme a Isabella Bertolini, Giancarlo Pittelli, Giorgio Stracquadanio e Roberto Antonione, scrivono una lettera aperta a Berlusconi, nella quale chiedono una nuova fase politica ed un nuovo governo.
Pur avendo riottenuto la fiducia, l'uscita di deputati non si ferma: in novembre Roberto Antonione, Alessio Bonciani, Ida D'Ippolito Vitale e Gabriella Carlucci lasciano il partito.

#### Dimissioni e fine del governo Berlusconi IV
Alla seconda votazione per l'approvazione del Rendiconto generale dello Stato la maggioranza scende alla Camera a quota 308 deputati, con otto voti meno della maggioranza assoluta; non hanno partecipato al voto gli esponenti del PdL Fabio Gava, Giustina Destro, Roberto Antonione, Giancarlo Pittelli, Santo Versace e Francesco Stagno d'Alcontres. In seguito si costituisce alla Camera dei Deputati una componente del Gruppo misto denominata Liberali per l'Italia - PLI formata da Fabio Gava, Roberto Antonione, Giustina Destro e Giancarlo Pittelli, usciti dal PdL, e da Luciano Sardelli, uscito da Popolo e Territorio.
Il 12 novembre 2011, dopo l'approvazione della Legge di stabilità 2012 in entrambe le camere del Parlamento, Silvio Berlusconi, come aveva precedentemente concordato con il Presidente Napolitano, rassegna le sue dimissioni e quelle del suo Governo, a causa della perdita della maggioranza assoluta alla Camera dei deputati e della crisi economica del paese.

### Governo Monti

#### Appoggio a Monti e i congressi provinciali del partito
Il Partito a questo punto sceglie di schierarsi a favore dell'appoggio al governo tecnico guidato dal neosenatore a vita Mario Monti, insieme al Partito Democratico ed ai partiti dell'ex Terzo Polo. Con l'appoggio a Monti, il PdL vede peraltro venir meno l'alleanza con la Lega Nord, che passa all'opposizione nel nuovo esecutivo e muove critiche al partito di centro-destra, accusato di incoerenza e di appoggiare un governo formato da membri non votati dai cittadini.
La stagione è caratterizzata sia dalla convocazione dei congressi provinciali del partito (a inizio 2012) che da difficoltà riconducibili alle divergenze tra le sue aree interne.
Si verifica dunque un generale calo di consensi, dovuto anche all'esplosione di alcuni scandali come quello riguardante Franco Fiorito per il cosiddetto Laziogate nel settembre 2012 e, un mese dopo, quello relativo ai contatti tra organizzazioni criminali mafiose e alcuni membri del Consiglio regionale della Lombardia.

#### Sconfitte alle amministrative e regionali siciliane del 2012
Come accaduto alle amministrative del 2011, anche in quelle del 2012 il Popolo della Libertà ottiene scarsi risultati. Il PdL e la Lega Nord corrono divisi nella maggior parte delle città, ad eccezione di Gorizia, in cui confermano insieme il sostegno al sindaco uscente Ettore Romoli. In vari casi il candidato sindaco non riesce a raggiungere il secondo turno, superato da esponenti di altre liste: a Palermo, storica roccaforte del centro-destra, il candidato di PdL, UdC e Grande Sud ottiene il 12 % senza arrivare al ballottaggio; a Genova il candidato del PdL viene superato nei voti dal candidato del Terzo Polo e da quello del Movimento 5 Stelle e si ferma al primo turno.
Alle elezioni regionali siciliane, indette anticipatamente a causa delle dimissioni, il 31 luglio, del Presidente uscente Raffaele Lombardo, il PdL avvia un'alleanza con i Popolari di Italia Domani e La Destra, candidando Nello Musumeci, esponente del partito di Storace. Risulta, tuttavia, vincitore Rosario Crocetta, sostenuto dalla coalizione democratico-centrista, formata dal PD e dall'UdC, che, con più del 30% dei voti, sconfigge Musumeci fermo al 25%. Il PdL, che era stato il partito più votato alle elezioni regionali del 2008, perde inoltre molti consensi (oltre il 20%, non venendo scelto da ben un quinto dei votanti), passando dal 33,4% al 12,9%, e diventa il terzo partito in Sicilia, superato dal PD e dal Movimento 5 Stelle.
Il 22 novembre una componente liberale composta da cinque deputati ex FI e formata da Isabella Bertolini, Gaetano Pecorella, Giorgio Stracquadanio, Franco Stradella e Roberto Tortoli lascia il partito per formare l'associazione Italia Libera.

#### Mancate primarie del partito e ritorno in campo di Berlusconi
Il 29 ottobre 2012, durante la conferenza stampa tenutasi a seguito della battuta d'arresto patita nelle elezioni regionali siciliane, il segretario Angelino Alfano ha annunciato l'istituzione di elezioni primarie fissate per il 16 dicembre per individuare il nuovo candidato premier e la leadership della coalizione di centro-destra in vista delle successive elezioni politiche in Italia del 2013. La svolta delle primarie era già stata anticipata il 27 ottobre da Silvio Berlusconi, che aveva ribadito l'intenzione espressa qualche giorno prima di non ricandidarsi alla Presidenza del Consiglio. Da notare che, secondo Il Giornale, l'allora tesoriere del partito Rocco Crimi aveva espresso fin dall'inizio la sua contrarietà a queste primarie causa scarsi fondi nelle casse del partito: inoltre si ricorda che Crimi, pochi giorni dopo la cancellazione di queste primarie, ha presentato le dimissioni dal suo incarico.
I candidati che avevano deciso di presentarsi per la competizione erano Angelino Alfano (PdL), Michaela Biancofiore (PdL), Alessandro Cattaneo (PdL), Guido Crosetto (PdL), Giancarlo Galan (PdL), Alfonso Luigi Marra, (scrittore non iscritto al partito), Giorgia Meloni (PdL), Alessandra Mussolini (PdL), Alessandro Proto (finanziere non iscritto al partito), Gianpiero Samorì (imprenditore non iscritto al partito), Daniela Santanchè (PdL), Vittorio Sgarbi (critico d'arte non iscritto al partito). Il 5 dicembre, tuttavia, Silvio Berlusconi annuncia la sua ridiscesa in campo e il progetto delle primarie, peraltro già in forse per via dell'organizzazione in alto mare, viene ufficialmente accantonato da Alfano il 6 dicembre.

#### Il ritiro del sostegno al Governo Monti e la scissione diFratelli d'Italia
Il 6 dicembre 2012 il PdL lascia la maggioranza che sosteneva il Governo Monti e si astiene sul voto al Senato del DL Sviluppo e alla Camera del DL sulle spese di regioni ed enti locali. L'8 dicembre 2012, in tarda serata, dopo un colloquio tra il presidente del Consiglio Mario Monti e il presidente della Repubblica Giorgio Napolitano, quest'ultimo annuncia in un comunicato che il Presidente del Consiglio rimetterà il mandato al Capo dello Stato dopo l'approvazione della legge di stabilità, come poi è avvenuto il 21 dicembre.
Il 16 dicembre 2012 due storici berlusconiani come l'ex Ministro degli Esteri Franco Frattini (ex PSI ed ex FI) e l'ex Ministro dell'Interno Beppe Pisanu (ex DC ed ex FI) sottoscrivono un appello a favore della continuazione dell'esperienza del Governo Monti: lo stesso giorno Giorgia Meloni (ex AN) e Guido Crosetto (ex FI) decidono di fondare, nel giorno in cui si sarebbero dovute tenere le primarie del PdL, un nuovo partito di centrodestra chiamato Fratelli d'Italia, che possa raccogliere gli anti-montiani del PdL, specie tra gli ex AN.
Il 17 dicembre 2012 Ignazio La Russa, Coordinatore Nazionale del PdL ed ex Ministro della Difesa, annuncia anch'egli la sua intenzione di uscire dal PdL e di fondare un nuovo partito chiamato Centrodestra Nazionale: il 20 dicembre CN raccoglie inizialmente 11 senatori, riuscendo perciò a formare un proprio gruppo parlamentare autonomo al Senato (formalmente tramite annuncio nella seduta n. 857). Il 21 dicembre 2012 il nuovo partito di La Russa si fonde con Fratelli d'Italia, che assume così la denominazione di Fratelli d'Italia - Centrodestra Nazionale.
Il 18 dicembre 2012 all'interno del Consiglio Regionale della Lombardia nasce il gruppo consiliare del nuovo partito, costituito da Romano La Russa, Roberto Alboni e Carlo Maccari; nello stesso giorno aderiscono alla nuova formazione 2 europarlamentari del PdL (Carlo Fidanza e Marco Scurria) continuando a fare parte, almeno formalmente, del PPE (esattamente come il FLI al momento del distacco dal PdL il 29 luglio 2010) in quanto chi si distacca da un partito iscritto al PPE rimane membro del PPE, salvo propria uscita formale o espulsione da parte dello stesso PPE. In seguito FdI-CN strappa al PdL anche alcuni deputati: del nuovo partito fanno parte politici provenienti sia da AN che da Forza Italia (come Guido Crosetto).
Il 21 dicembre 2012, conclusosi l'iter parlamentare di approvazione della Legge di stabilità, Monti rassegna le dimissioni da Presidente del Consiglio: il Governo rimarrà comunque in carica per gli affari correnti fino all'insediamento delle nuove Camere e la nascita del nuovo Governo. Il 28 dicembre Monti dichiara di volersi candidare a Premier (formalmente come il capo della forza politica, come previsto dal Porcellum) in una coalizione di centro (ovvero contro il PdL) e Frattini, Pisanu, Mario Mauro e altri lasciano il PdL per seguire Monti.
Il 31 dicembre 2012 Berlusconi, a nome del PdL, annuncia il sostegno del PdL alla candidatura di Francesco Storace, leader de La Destra, alla guida della regione Lazio, la cui elezione anticipata è prevista nello stesso giorno (24-25 febbraio) delle elezioni politiche: Storace, che ha ricevuto anche l'appoggio di FdI, ha ringraziato Berlusconi (ovvero il PdL) dell'appoggio ricevuto e ha affermato che il suo partito sosterrà la coalizione guidata dal PdL alle contemporanee elezioni politiche nazionali.

### Elezioni politiche, regionali e amministrative del 2013
In vista delle elezioni politiche del 24 e 25 febbraio 2013 il PdL costruisce una coalizione che vede Silvio Berlusconi capo di coalizione, come previsto dalla legge elettorale, e della quale fanno parte la Lega Nord (che presenta un unico simbolo con la Lista Lavoro e Libertà di Giulio Tremonti), Grande Sud ed il Movimento per le Autonomie (che alla Camera formano un'unica lista), Intesa Popolare, Fratelli d'Italia - Centrodestra Nazionale, La Destra, Moderati in Rivoluzione di Gianpiero Samorì, Pensionati e Liberi per una Italia Equa; al Senato sono poi presenti nella coalizione le liste di Cantiere Popolare, Basta Tasse e Partito dei Siciliani-MpA. Non si presenta invece l'Alleanza di Centro che però invita a votare il PdL.
La campagna elettorale di Berlusconi si concentra sull'eccessiva pressione fiscale, promettendo l'abolizione dell'Imposta municipale propria sulla prima casa e la restituzione dell'IMU pagata nel 2012.
Dopo un'intensa campagna elettorale, portata avanti soprattutto su programmi Tv, Silvio Berlusconi riesce a ribaltare ogni pronostico ed a sfiorare la vittoria alla Camera contro la coalizione guidata da Bersani con uno scarto di 124.494 voti.
Il centro-destra infatti ottiene il 29,18% mentre lo schieramento di centro-sinistra si ferma al 29,55%.
In particolare il PdL raggiunge il 21,57% alla Camera e il 22,30% al Senato eleggendo 97 deputati e 98 senatori.
Nonostante la rimonta effettuata il partito ha comunque perso circa 6 800 000 voti alla Camera rispetto alle precedenti elezioni politiche del 2008, ma è riuscito lo stesso ad impedire la vittoria del centro-sinistra e quindi la formazione di un governo monocolore a guida Bersani.
Nello stesso election day si è votato anche per le regionali in Lombardia, in Lazio e in Molise: il PdL ha vinto in Lombardia, portando il leghista Roberto Maroni alla presidenza della Regione vincendo contro Umberto Ambrosoli del centro-sinistra, e perso le altre due, dove candidava rispettivamente Francesco Storace de La Destra e Michele Iorio del PdL contro i rivali del Pd.
Il 22 aprile 2013 si svolgono le elezioni regionali in Friuli-Venezia Giulia dove Il PdL decide di sostenere la ricandidatura del presidente uscente Renzo Tondo creando una coalizione con la Lega Nord, l'Unione di Centro, La Destra e il Partito Pensionati. Le elezioni però vedono la sconfitta di misura del candidato del centro-destra per circa 2 000 voti (Renzo Tondo ottiene il 39% mentre Debora Serracchiani del centro-sinistra conquista il 39,39%). La sconfitta di Renzo Tondo è da imputare all'elevato tasso di voto disgiunto da parte di elettori che hanno votato liste del centro-destra e il candidato PD o del Movimento 5 Stelle. Il risultato delle coalizioni vede infatti la netta vittoria del centro-destra (45,23%) su quella di centro-sinistra (38,95%). Il PdL conferma il dato elettorale delle politiche ma perde circa il 13% rispetto alle regionali del 2008. Successo del centrodestra invece alle elezioni provinciali di Udine dove il presidente uscente, il leghista Pietro Fontanini, vince al primo turno con il 50.3% anche se il PdL perde quasi 10 punti rispetto alle scorse consultazioni. Sconfitta invece alle comunali di Udine dove il sindaco uscente del centrosinistra Furio Honsell è riconfermato al ballottaggio.
Alle amministrative del 27-28 maggio, dopo un mese della nascita del Governo Letta che vede in coalizione Pd e PdL, il centrodestra registra una pesante sconfitta, perdendo in tutti i 21 capoluoghi chiamati alle urne. Il risultato più importante è quello di Roma, dove il sindaco uscente del centro-destra Gianni Alemanno viene battuto al ballottaggio dal senatore del centro-sinistra Ignazio Marino con il 64% contro il 36% e il PdL passa dal 36,5% al 19,2%. Il centro-sinistra si conferma alla guida di Lodi, Sondrio, Vicenza, Massa Carrara, Pisa, Ancona, Isernia, Avellino, Barletta dove il PdL viaggia tra il 5% e il 10%. Sconfitte pesantissime invece si registrano in alcune roccaforti del centro-destra soprattutto al Nord. A Brescia il candidato PD Emilio Del Bono vince al ballottaggio con il 56,5% contro il sindaco uscente del PdL Adriano Paroli fermo al 43,4% con i voti al partito dimezzati rispetto al 2008. Nella roccaforte leghista di Treviso, Giovanni Manildo (PD) si afferma con il 55,5% sull'ex sindaco e vicesindaco della Lega Giancarlo Gentilini inchiodato al 44,5% con un PdL quasi sparito al 5%. A Imperia il candidato del centro-sinistra Carlo Capacci asfalta al ballottaggio il candidato del centro-destra Erminio Annoni 76% a 24% (qui il PdL si conferma primo partito con il 20% ma nel 2009 aveva il 47,7%), a Siena Bruno Valentini (PD) vince contro Eugenio Neri al ballottaggio con il 52% nonostante lo scandalo Montepaschi. A Viterbo, tradizionale roccaforte azzurra, il sindaco uscente Giulio Marini del PdL ottiene al ballottaggio il 37,1% contro il candidato del centro-sinistra Leonardo Michelini che raggiunge il 62,8% (con il PdL al 16% contro il 40% del 2008). A Iglesias, altro fortino azzurro, al ballottaggio vince il candidato del centro-sinistra con il 51,6% contro il 48,3% del centro-destra.
Sconfitta del PdL anche alle Elezioni regionali in Valle d'Aosta del 2013 che vede la vittoria per la terza volta del Presidente uscente Augusto Rollandin sostenuto dalla lista autonomista centrista Union Valdôtaine al 47,9 (ottenendo la maggioranza relativa di 18 consiglieri su 35 ma non quella assoluta per la prima volta lontano dal 62% del 2008) contro il 40,5% di Laurent Viérin (nel 2008 era il 27,4%) sostenuto da una coalizione di centrosinistra autonomista formata da Union Valdôtaine Progressiste e dal Partito Democratico (che rimane stabile al 9%) che ottiene 15 consiglieri. Il PdL che corre autonomamente con il suo candidato Presidente Massimo Lattanzi passa dal 10,65% del 2008 al 4,21% del 2013 e non elegge alcun consigliere contro i 4 del 2008.
Alle elezioni siciliane di giugno si verifica lo stesso trend fortemente negativo, con il centrodestra che perde in tutti e 4 i capoluoghi chiamati al voto. A Catania l'ex sindaco del centro-sinistra Enzo Bianco vince al primo turno contro il sindaco uscente del centro-destra Raffaele Stancanelli, a Messina, Siracusa e Ragusa il candidato ufficiale del PdL non accede nemmeno al ballottaggio venendo superato da candidati dell'estrema sinistra, del Movimento 5 Stelle e da civici dissidenti con il partito; Pdl tra il 6% e il 15% contro circa il 20% del 2008.
Trend estremamemente negativo viene confermato alle Elezioni regionali in Trentino-Alto Adige del 2013 dove il PdL-Forza Italia raggiunge il minimo storico.
In Provincia di Trento vince al primo turno il candidato del centrosinistra autonomista Ugo Rossi con il 58,12% dei consensi (PD primo partito al 22%) seguito dal patron della Trentino Volley l'imprenditore Diego Mosna appoggiato da una coalizione centrista-civica capeggiata dalla lista Fare per Fermare il Declino con il 19,28%.
Il candidato ufficiale del centrodestra Giacomo Bezzi arriva quinto appoggiato unicamente dalla lista Forza Trentino che consegue il 4,42% (contro il 12,26% del 2008) superato dal candidato della Lega Nord il segretario regionale del Trentino Maurizio Fugatti al 6,6% e dal candidato del M5S Filippo Degasperi fermo al 5,72% eleggendo Bezzi come unico consigliere. Male anche il risultato per l'ex coordinatore del Trentino per il PdL ora FDI l'ex senatore Cristano De Eccher settimo con un misero 1,54%. Rispetto al 2008 il centrodestra nel suo insieme passa da 13 consiglieri a 3 (nel 2008 erano 8 per la Lega e 5 per il PdL ora sono 2 per la LN e uno per il Pdl). Nella provincia autonoma di Bolzano, dove vige un sistema proporzionale pura con voto ai singoli partiti, vince il candidato della Südtiroler Volkspartei Arno Kompatscher, delfino dell'ex Presidente Luis Durnwalder con il 45,7% dei consensi e 17 consiglieri (perdendo per la prima volta la maggioranza assoluta in Consiglio) seguita dal partito autonomista-populista di destra Die Freiheitlichen che passa dal 14,3 del 2008 al 17,9 del 2013 (e da 5 a 6 consiglieri) in costante ascesa dopo aver già triplicato i suoi voti nel 2008.
Malissimo il centrodestra che decide di riunirsi sotto un'unica lista Forza Alto Adige-Lega Nord-Team Autonomie che ottiene un misero 2,5% (PD stabile al 6-6.5%) e riuscendo ad eleggere un solo consigliere (nel 2008 PdL da solo valeva l'8,5%, la Lega il 2,1% e le Autonomie del centrodestra valevano intorno allo 0,4% per un bacino totale intorno all'11%) contro i 4 del 2008 (3 PdL e uno della Lega) con un travaso di voti del centrodestra in favore del partito autonomista di destra Die Freiheitlichen. Nel nuovo Consiglio regionale del Trentino-Alto Adige, formato dai componenti dei due Consigli provinciali, il centrodestra passa da 17 consiglieri (13 eletti a Trento: 8 per la Lega e 5 per il PdL e 4 eletti a Bolzano: 3 per il PdL e uno per la Lega) a 4 consiglieri (3 a Trento: 2 per la Lega e uno per il Pdl e uno a Trento per il PdL). La coordinatrice regionale del PdL in Trentino-Alto Adige Michaela Biancofiore ha ammesso la sconfitta lamentando poca attenzione dei vertici a livello territoriale.
Debacle PdL alle elezioni regionali in Basilicata del 2013 (le ultime per il partito) che si svolgono per rinnovare la legislatura anticipatamente dopo le dimissioni del Governatore Vito De Filippo (Pd) eletto nel 2010 dopo l'arresto di 2 Assessori della sua Giunta e il leader dell'opposizione di centrodestra e candidato Presidente nel 2010 Nicola Pagliuca per peculato nello scandalo rimborsi ai gruppi regionali che già vedeva indagati e arrestati moltissimi tra nuovi e vecchi consiglieri regionali tra cui lo stesso Governatore. L'ex Vicepresidente della Giunta De Vito Marcello Pittella sostenuto da una coalizione di centrosinistra è eletto Presidente con il 59,60% contro il candidato del centrodestra il Senatore di Scelta Civica Salvatore Di Maggio fermo al 19,4% tallonato al 13,2% dal candidato del Movimento 5 Stelle. La coalizione di centrodestra perde più di 45.000 voti dimezzandosi rispetto al 2010 passando da 93.000 voti a 48.000 (perdita che diventa di 75.000 se si considera che nel 2010 Magdi Cristiano Allam era appoggiato da una coalizione centrista che ottiene oltre 29.000 voti pari all'8,7% che in questa tornata appoggia Di Maggio). Il PdL invece passa dal 19,4% al 13% dei voti dimezzandosi rispetto al 2010 e passando da 7 consiglieri regionali a solo 2, mentre la coalizione passa da 13 consiglieri (considerando anche i 2 consiglieri dell'UdC nel 2010 alleati del centrosinistra e in maggioranza con De Filippo e un consigliere per la coalizione di Magdi Cristiano Allam) a 5 consiglieri.

### Sostegno al governo Letta e scontro tragovernistielealisti
A seguito del fatto che nessuna forza politica è uscita dalle elezioni in grado di formare un governo autonomo, dopo lunghe consultazioni il rieletto presidente della Repubblica Giorgio Napolitano incaricherà il vicesegretario del Partito Democratico Enrico Letta, già sottosegretario alla presidenza del Consiglio nel secondo governo Prodi e più volte ministro, di trovare una maggioranza in grado di sostenerlo a capo del governo.
Nel centrodestra, Lega Nord e Fratelli d'Italia decidono di stare all'opposizione, mentre il PdL entrerà nella maggioranza di governo, ottenendo cinque ministeri:
- Angelino Alfano, vice presidente del Consiglio dei Ministri e Ministro dell'interno.
- Beatrice Lorenzin, Ministro della salute.
- Maurizio Lupi, Ministro delle infrastrutture e dei trasporti.
- Nunzia De Girolamo, Ministro delle politiche agricole alimentari e forestali.
- Gaetano Quagliariello, Ministro per le riforme costituzionali.

Il partito ottiene anche la nomina di due viceministri e dodici sottosegretari (tra i quali un esponente del Moderati in Rivoluzione ed uno di Grande Sud).
Il 28 settembre 2013, in seguito alla decisione in notturna del premier Letta di posticipare il decreto che impediva l'aumento dell'IVA dal 21 al 22%, i ministri del PdL si dimettono su ordine di Silvio Berlusconi, aprendo così di fatto una crisi di governo. Il Presidente del Consiglio annuncia che si presenterà a breve davanti alle camere per chiedere il rinnovo della fiducia al suo governo. In merito alle motivazioni delle dimissioni addotte dal PdL, il Presidente del Consiglio Enrico Letta afferma: «Il tentativo di rovesciare la frittata sulle ragioni dell'aumento dell'Iva è contraddetto dai fatti che sono sotto gli occhi di tutti perché il mancato intervento è frutto delle dimissioni dei parlamentari PdL e quindi del fatto che non era garantita la conversione del dl in legge». Quindi la prima nota ufficiale. «Gli Italiani sapranno rimandare al mittente una bugia così macroscopica, un simile tentativo di stravolgimento della realtà» scrive Letta in risposta alle parole di Silvio Berlusconi sulla questione Iva. «In Parlamento - aggiunge - ognuno si assumerà le proprie responsabilità davanti al Paese». Il giorno seguente il premier Letta si reca al Colle dal Presidente della repubblica Giorgio Napolitano per fare il punto della situazione sul Governo e le alternative possibili. In precedenza il Capo dello Stato aveva dichiarato che avrebbe sciolto le camere solo se non ci fossero state alternative possibili.
Il 30 settembre 2013 a palazzo Chigi pervengono le dimissioni irrevocabili dei ministri PdL. Nel frattempo, la data per il voto di fiducia è fissata al 2 ottobre: in mattinata si voterà al Senato, nel pomeriggio alla Camera. Il giorno seguente Enrico Letta respinge le dimissioni dei ministri del Popolo della Libertà Angelino Alfano, Nunzia De Girolamo, Beatrice Lorenzin, Maurizio Lupi, Gaetano Quagliariello.
Il 2 ottobre 2013 il premier Enrico Letta riferisce in mattinata al Senato sulla questione di fiducia. Il PdL, dopo l'annuncio della nascita di gruppi autonomi di parlamentari PdL, capitanati da Angelino Alfano, Fabrizio Cicchitto e Gaetano Quagliariello, favorevoli alla questione di fiducia, ritorna sulle sue posizioni e decide, diversamente da quanto stabilito nelle ore precedenti, di votare la fiducia al governo. A Palazzo Madama il governo ottiene la fiducia con 235 sì, 70 no e 2 astenuti su 307 votanti. In serata anche la Camera dei deputati, presenti 597 deputati su 630, conferma la fiducia al governo con 435 sì e 162 no.

### Scissione del Nuovo Centrodestra e rinascita di Forza Italia

Diaspora del PDL dopo la scissione nel 2013

Il 29 giugno 2013 Berlusconi annunciò la rinascita di Forza Italia come movimento politico autonomo, mentre il nome Popolo della Libertà sarebbe tornato a definire la coalizione di centro-destra, affermando anche l'intenzione di continuare a sostenere il governo Letta in coalizione con il Partito Democratico.
Successivamente, Berlusconi tenne il 4 agosto 2013 un comizio a Roma, in via del Plebiscito, proclamando l'imminente ritorno a Forza Italia il cui vessillo costituiva lo sfondo del palco. Da allora il sito web ufficiale del PdL ebbe l'intera home page trasformata in un maxi link (che rimandava al sito vero e proprio) formato dall'immagine di Berlusconi insieme al logo di Forza Italia e lo slogan "in campo con Forza Italia!".
Il 25 ottobre 2013 l'Ufficio di Presidenza del partito, a cui non partecipò la delegazione dei ministri azzurri in accordo con Silvio Berlusconi, che assieme alla corrente capeggiata da Alfano, vicepremier e ministro dell'Interno, cercava di evitare scissioni interne al partito per il timore di derive estremiste dello stesso, decise di sospendere quindi l'attività del Popolo della Libertà, al fine di attuare definitivamente il passaggio alla nuova Forza Italia (ampiamente sostenuto dall'altra ala del PdL, i cosiddetti falchi o "lealisti").
Il 15 novembre 2013, tuttavia, la componente che faceva riferimento ad Angelino Alfano, giornalisticamente definita le colombe o dei "governativi", formata dai ministri e da molti esponenti cattolici del partito, annunciò di non partecipare al consiglio nazionale del giorno successivo e di non riaderire al vecchio partito, formando il Nuovo Centrodestra. Lo stesso giorno Renato Schifani si dimette dalla carica di capogruppo del PdL al Senato; analoghe dimissioni vengono presentate dal vicecapogruppo Giuseppe Esposito.
Il 16 novembre 2013 il consiglio nazionale del partito votò all'unanimità "la sospensione delle attività del Popolo della Libertà, per convergere verso il rilancio di Forza Italia".
Il 20 novembre i gruppi parlamentari assunsero la denominazione Forza Italia-Il Popolo della Libertà.

## Correnti
Il Popolo della Libertà non riconosceva ufficialmente correnti; considerata l'ampia struttura del partito erano dunque attive diverse aree interne, istituzionalizzate mediante associazioni e fondazioni.
Esse non erano però necessariamente sempre interne e si presentavano divise a seconda del maggior esponente politico di riferimento.

### Correnti politiche
- Lealisti[186][187]: capeggiati da Raffaele Fitto si opponevano alla leadership di Alfano e condividevano con i falchi la critica sulle larghe intese e sul sostegno al Governo Letta, chiedendo con convinzione un nuovo congresso ed eventualmente la rinascita di Forza Italia[188] . Nella corrente erano attivi gli ex-ministri del governo Berlusconi IV Mara Carfagna, Paolo Romani, Mariastella Gelmini, Francesco Nitto Palma e Deborah Bergamini.

- Falchi[186][187]: erano i fedelissimi dell'ala oltranzista  contraria a qualunque ricambio di leader e alla prosecuzione delle larghe intese. Fra di essi, Denis Verdini, Sandro Bondi e Daniela Santanchè.
- Governisti/Innovatori/Colombe[186][187]: sostenevano il governo Letta, del quale apprezzavano l'impostazione riformista e condividevano le posizioni del segretario del partito, vicepresidente del Consiglio e ministro Angelino Alfano. Fermamente contrari al ritorno di Forza Italia, propendevano per una maggiore incisività nel solco dei programmi del Partito Popolare Europeo[189][190][191]. La corrente in occasione del voto sulla fiducia al governo il 2 ottobre 2013 ottenne una vittoria inducendo Berlusconi a rimanere nelle larghe intese[192][193]. Tra di essi il già citato Alfano, unitamente ai ministri Maurizio Lupi, Gaetano Quagliariello, Beatrice Lorenzin, Nunzia De Girolamo e Roberto Formigoni. In seguito fondarono il Nuovo Centrodestra[194].
- "Mediatori"[186][187]: inclini alla trattativa con le colombe, non criticavano la partecipazione al Governo Letta. A questa corrente erano vicini i due capigruppo alle camere Renato Brunetta e Renato Schifani (anche se quest'ultimo era vicino agli alfaniani), oltre all'ex-AN Maurizio Gasparri, a Galeazzo Bignami e a Michela Vittoria Brambilla.

### Componenti ideologiche interne
- Conservatori liberali: al suo interno avevamo Maurizio Gasparri e l'ex ministro Altero Matteoli che potevano contare su un drappello di fedelissimi: Filippo Ascierto, Maurizio Bianconi, Pietro Laffranco, Basilio Catanoso, Salvo Pogliese, Manlio Contento, Alberto Giorgetti e Marco Martinelli[195]. Erano legati ad Italia Protagonista[196] e alla Fondazione della Libertà per il Bene Comune.[197]
- Democristiani: gruppo nel quale si esprimevano esponenti della storica DC e dei partiti ad essa ispirati. Vi erano anche i democristiani autonomisti, favorevoli alla decentralizzazione dei poteri statali, Mauro Cutrufo e Gianfranco Rotondi;[198], Luigi Compagna, Tomaso Zanoletti e Emerenzio Barbieri; la Federazione dei Cristiano Popolari di Mario Baccini e di Giuseppe Galati con delle proposte in ossequio all'economia sociale di mercato e al principio di sussidiarietà,[199] i Popolari Liberali di Carlo Giovanardi[198] e coloro che, impegnati sui valori cattolici non negoziabili, erano vicini a Comunione e Liberazione e alle iniziative di Rete Italia guidata da Roberto Formigoni, Raffaello Vignali, Renato Farina[200][201][202].
- Destra sociale: riconducibile a Gianni Alemanno, Andrea Augello, Roberta Angelilli, Barbara Saltamartini e Mario Landolfi , detti appunto Alemanniani. Il loro indiscusso riferimento era la Fondazione Nuova Italia[203][204].
- Liberali: consistente porzione liberista che raccoglieva ex militanti del PLI, della galassia radicale e repubblicana. Tra gli esponenti di peso vi erano il portavoce Daniele Capezzone, Giancarlo Galan e l'ex Ministro della Difesa Antonio Martino[205].
- Liberali moderati: guidati da Gaetano Quagliariello, Ministro delle Riforme nel Governo Letta e presidente di Magna Carta, un laboratorio culturale che, con la collaborazione di Marcello Pera ed Eugenia Roccella, raccoglieva coloro i quali propugnavano delle tesi in merito al rapporto fra liberalismo e alla dottrina sociale della Chiesa[206][207], distinguendosi anche nella fermezza in materia di immigrazione e per le posizioni di politica estera proprie dei neoconservatori degli Stati Uniti d'America.
- Socialisti liberali: era formata dall'ex Ministro Maurizio Sacconi, da Fabrizio Cicchitto con la sua fondazione Riformismo e Libertà, dal principale referente dell'associazione Noi Riformatori Azzurri Alessandro Colucci, da Renato Brunetta, a capo della prestigiosa FreeFoundation, ed esternamente dal Nuovo PSI[208] di Alessandro Battilocchio, Lucio Barani e Stefano Caldoro[209].

### Componenti precedenti
- Finiani: erano vicini all'ex presidente di AN Gianfranco Fini, propugnatori di una linea fondamentalmente europeista e liberale. Vi aderivano l'associazione Generazione Italia di Italo Bocchino, Fabio Granata e Carmelo Briguglio con posizioni estremamente critiche nei confronti di Berlusconi; improntate a una maggiore moderazione invece era la Fondazione Farefuturo di Adolfo Urso ed Alessandro Campi; la destra di Area Nazionale di Roberto Menia e Silvano Moffa non era allineata[210], al pari dell'associazione Spazio Aperto di Pasquale Viespoli[211]; esponenti finiani non provenienti da AN come Benedetto Della Vedova e la sua associazione Libertiamo. Alla Camera erano identificati come finiani il 70% dei deputati ex AN, mentre al Senato si scendeva al 50%; fra loro vi erano alcuni membri dell'Ufficio di Presidenza del PdL (Adolfo Urso, Italo Bocchino, Andrea Ronchi, Pasquale Viespoli)[212] e la direttrice del Secolo d'Italia, Flavia Perina. Dopo l'espulsione di Fini questa corrente è confluita pressoché totalmente in Futuro e Libertà per l'Italia.
- Meridionalisti: erano legati all'ex Coordinatore siciliano di FI Gianfranco Micciché. Inizialmente presenti solo nell'Assemblea Regionale Siciliana, dove con l'appoggio dei finiani avevano ufficializzato un gruppo autonomo prontamente ribattezzato PdL Sicilia,[213] a causa dello scontro con l'area del partito vicina ad Alfano, Schifani, Castiglione e Nania sulle posizioni nei confronti di Lombardo nel 2009, fondarono ufficialmente Forza del Sud nell'ottobre del 2010. Gli aderenti erano i tre senatori Roberto Centaro, Mario Ferrara e Salvo Fleres[214] ed i sette deputati Gianfranco Micciché, Pippo Fallica, Ugo Grimaldi, Maurizio Iapicca, Marco Pugliese, Francesco Stagno d'Alcontres e Giacomo Terranova. Solo nell'estate del 2011 usciranno però dai gruppi parlamentari del PdL.
- Destra nazionale: di orientamento chiaramente riconducibile al conservatorismo nazionale, erano vicini all'ex Coordinatore Ignazio La Russa, nonché esponenti di un'area comune a Gasparri (erede della vecchia Destra Protagonista di AN e dunque ancora oggi della già menzionata Italia Protagonista), alla fine del 2012 hanno quindi ritenuto opportuno seguire l'ex Ministro nella costituzione di Fratelli d'Italia con Guido Crosetto, Giorgia Meloni e Carlo Fidanza. Vi aderivano Massimo Corsaro, Viviana Beccalossi, Alfredo Mantica, Alfredo Mantovano, Maurizio Leo, Pasquale Maietta, Edmondo Cirielli e Paola Frassinetti .
- Gabbiani: erano sostenitori e dirigenti vicini a Giorgia Meloni, ex Presidente della Giovane Italia, Fabio Rampelli, Marco Perissa e Marco Marsilio. Particolarmente presenti nella realtà romana con l'obiettivo di coinvolgere le nuove generazioni e di riaffermare i valori della destra, hanno in seguito scelto di seguire i colleghi, fondando Fratelli d'Italia[215].
- L'associazione Controcorrente di Guido Crosetto, fondata nel 2011 in chiave antiTremonti, alla quale aderivano circa trenta deputati, tra i quali Isabella Bertolini, Giorgio Stracquadanio e Antonio Martino. Crosetto è stato, come detto, fra i fondatori di Fratelli d'Italia - Centrodestra Nazionale[216][217].
- Tremontiani: raccolti intorno a Giulio Tremonti, ex Vicepresidente FI ed ex Ministro dell'Economia, filo-leghisti e liberali raccolti nella Fondazione ResPublica: Marco Mario Milanese e Giuseppe Vegas[218]. Nel 2012 Tremonti ha presentato il movimento Lista Lavoro e Libertà e si è candidato alle liste della Lega Nord alle elezioni politiche in Italia del 2013.

## Ideologia
(Silvio Berlusconi, dal discorso alla manifestazione dei Circoli della Libertà in Piazza San Babila a Milano, 9 febbraio 2008)
I riferimenti ideali del partito sono propri di un'identità di centrodestra, in quanto ravvisabili nel Cristianesimo democratico e nel Liberalismo. Si avverte tuttavia l'esigenza di aprire alla tradizione della sinistra riformista e socialista liberale, al fine di porsi quale legittimo erede delle migliori tradizioni politiche italiane.
I principi cattolici sono quelli della dottrina sociale della Chiesa cattolica, con particolare riferimento all'indispensabile ruolo della famiglia nella società, al lavoro come massima espressione umana e sociale, all'eguaglianza dei diritti di carattere personale, nonostante le profonde differenze individuali, provenienti dal diverso grado di intelligenza, di abilità e di forze fisiche.
La solidarietà configura senza dubbio il dovere della collaborazione anche nel campo economico per il raggiungimento del fine comune della società.
I presupposti liberali si delineano invece in quegli studi per i quali i vincoli pubblici alla libera iniziativa imprenditoriale vanno eliminati o fortemente ridotti; si propugna un sistema tributario che non si ponga come fine la redistribuzione della ricchezza, bensì l'orientamento dei consumi e, quindi, incentrato sulle imposte indirette e su quelle reali, piuttosto che su quelle dirette e personali.
Tra gli obiettivi del programma presentato agli elettori nel 2008 e valido anche nel 2013 vi è l'abrogazione e la restituzione dell'IMU, una riforma del fisco, una serie di provvedimenti idonei all'attuazione di detrazioni per quegli imprenditori che assumono giovani, l'ammodernamento del sistema infrastrutturale italiano, tra cui il completamento dell'Alta Velocità ferroviaria e la costruzione del ponte sullo Stretto di Messina.
Si avverte inoltre la necessità di riordinare il Sistema giudiziario mediante l'istituzione della separazione delle carriere tra magistratura inquirente e magistratura giudicante, con l'introduzione della responsabilità civile per i loro operatori, da accompagnare a delle modifiche in direzione uninominale del Consiglio Superiore della Magistratura.
Onde ridurre i costi del funzionamento della macchina statale si mira alla totale riorganizzazione e informatizzazione della pubblica amministrazione, alla soppressione degli enti inutili e alla riduzione del numero dei consiglieri e degli assessori presenti in vari livelli istituzionale (comuni, province, regioni).
Il PdL infine ha sostenuto la necessità di riforme costituzionali che trasformino l'Italia in senso federalista e Semipresidenzialista.
Wolfram Nordsieck ha classificato il PdL come un partito democristiano e liberale.
Tuttavia Piero Ignazi, professore di politica comparata presso l'Università di Bologna, ha scritto che Il Popolo della Libertà esprimerebbe «una agenda (e un modo d'essere) lontani da quelli dei partiti moderati europei».

### Collocazione europea

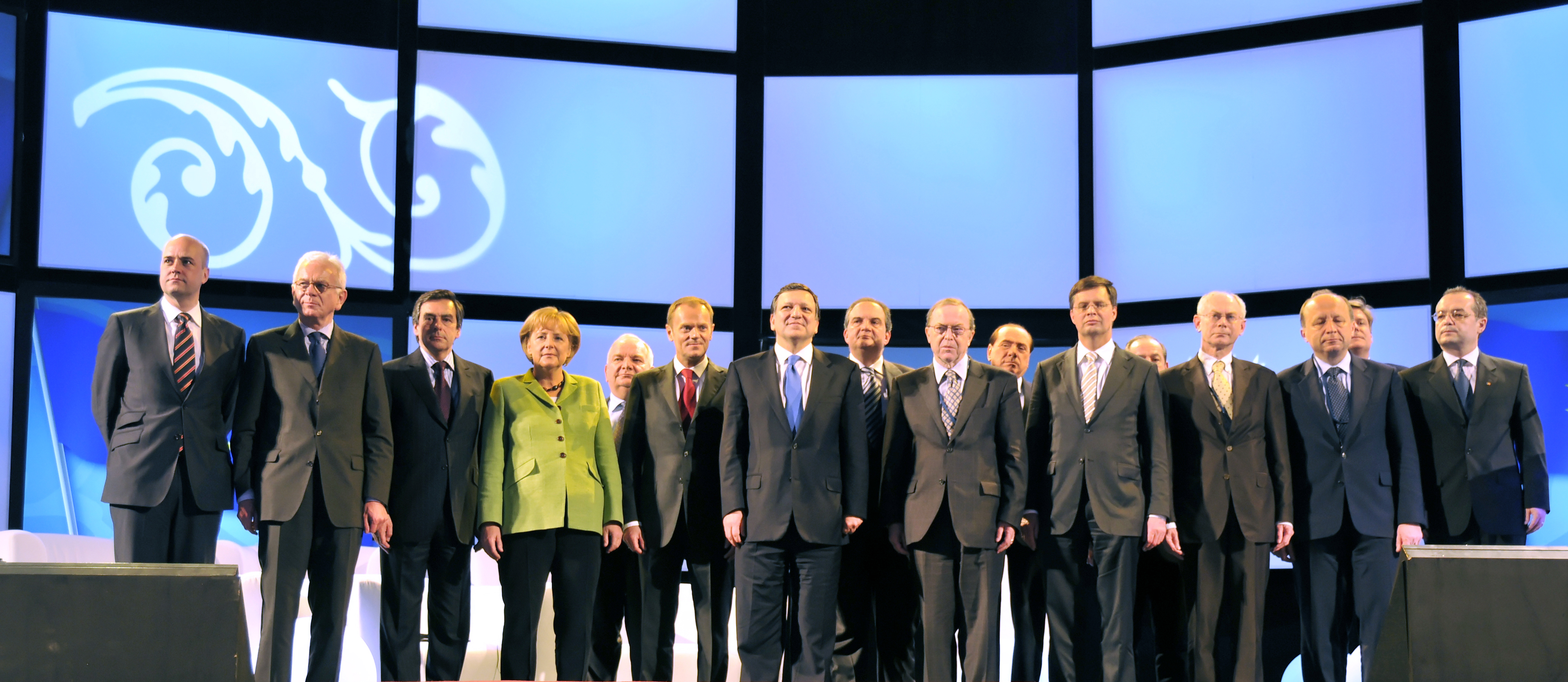
Silvio Berlusconi (in seconda fila, il settimo da destra) al Congresso dei capi di governo aderenti al Partito Popolare Europeo a Varsavia, 30 aprile 2009.

In ambito europeo il Popolo della Libertà ha aderito al Partito Popolare Europeo.
Durante l'iter fondativo del PdL Silvio Berlusconi ha dichiarato come il partito avrebbe dovuto essere considerato la sezione italiana del Partito Popolare Europeo (PPE) che ha dunque l'ambizione di rappresentare le varie caratteristiche dei partiti del centro-destra moderno, siano essi conservatori, democristiani e liberali. Anche Alleanza Nazionale, secondo i discorsi pronunciati durante il congresso fondativo del Popolo della Libertà, (che fino al suo scioglimento aveva preso parte al gruppo Unione per l'Europa delle Nazioni) ha accettato di apportare il suo contributo di culture e valori nel PPE.
Wilfried Martens, presidente del PPE e in passato contrario all'adesione di AN, ha partecipato al primo congresso del PdL ove ha affermato che «i valori del Popolo della Libertà sono quelli del Partito Popolare Europeo» e ha elogiato il percorso di Fini e il ruolo svolto da Berlusconi nel traghettare la destra italiana verso i popolari. Tutto ciò ha garantito una veloce adesione del Popolo della Libertà al Partito Popolare Europeo, anche alla luce del fatto che, come ha ricordato Martens, il PdL è il partito successore di quella Forza Italia già partecipe "di vecchia data" al progetto politico di una sempre più forte unione dei partiti moderati d'Europa all'interno del PPE. L'ingresso del PdL nel PPE ha permesso a quest'ultimo di rimanere il gruppo di maggior peso all'interno del Parlamento europeo, nonostante la preannunciata uscita del Partito Conservatore dal gruppo. Gli eletti del Popolo della Libertà hanno rappresentato la seconda più grande delegazione nazionale dopo quella tedesca della CDU all'interno del gruppo del Partito Popolare Europeo presso il Parlamento europeo.

## Struttura

### Organi nazionali
- Presidente: Silvio Berlusconi (29 marzo 2009 – 16 novembre 2013)[226]
- Segretario: Angelino Alfano (1º luglio 2011 – 16 novembre 2013)[226][227]
- Coordinatore: Denis Verdini & Sandro Bondi (29 marzo 2009 – 16 novembre 2013)[226], Ignazio La Russa (29 marzo 2009 – dicembre 2012)
- Portavoce: Daniele Capezzone (9 aprile 2009 – 16 novembre 2013)[228]
- Segretario amministrativo: Rocco Crimi (29 marzo 2009 – 16 novembre 2013)[228]

### Presidenti dei gruppi parlamentari

#### Camera dei deputati
- 5 maggio 2008 – 14 marzo 2013: Fabrizio Cicchitto, vice: Italo Bocchino, poi Massimo Corsaro
- 19 marzo 2013 – 16 novembre 2013: Renato Brunetta, vice: Mariastella Gelmini

#### Senato della Repubblica
- 6 maggio 2008 – 14 marzo 2013: Maurizio Gasparri, vice: Gaetano Quagliariello
- 19 marzo 2013 – 16 novembre 2013: Renato Schifani, vice: Giuseppe Esposito & Paolo Romani

#### Parlamento europeo
- 29 marzo 2009 – 9 gennaio 2013: Mario Mauro
- 5 febbraio 2013 – 16 novembre 2013: Giovanni La Via, vice: Raffaele Baldassarre[229]

### Coordinatori regionali
- Valle d'Aosta: Giorgio Bongiorno (2009 – 2011); Alberto Zucchi (2011 – 2013).
- Piemonte: Enzo Ghigo (2009 – 2013); Enrico Costa (2013).
- Lombardia: Guido Podestà (2009 – 2011); Mario Mantovani (2011 – 2013).
- Veneto: Alberto Giorgetti (2009 – 2013).
- Trentino-Alto Adige: Maurizio Del Tenno (2009 – 2011); Cristano De Eccher (2011 – 2013), Walter Viola (2011 – 2012) e Michaela Biancofiore (2012 – 2013).
- Friuli-Venezia Giulia: Isidoro Gottardo (2009 – 2013).
- Liguria: Michele Scandroglio (2009 – 2013).
- Emilia-Romagna: Filippo Berselli (2009 – 2013).
- Toscana: Massimo Parisi (2009 – 2013).
- Umbria: Luciano Rossi (2009 – 2013); Rocco Girlanda (2013)
- Marche: Remigio Ceroni (2009 – 2013).
- Lazio: Vincenzo Piso (2009 – 2013).
- Abruzzo: Filippo Piccone (2009 – 2013).
- Molise: Ulisse Di Giacomo (2009 – 2013); Carlo Sarro (commissario nel 2013).
- Campania: Nicola Cosentino (2009 – 2012); Francesco Nitto Palma (commissario dal 2012 al 2013; coordinatore nel 2013).
- Basilicata: Guido Viceconte (2009 – 2013).
- Puglia: Francesco Maria Amoruso (2009 – 2013).
- Calabria: Giuseppe Scopelliti (2009 – 2013).
- Sardegna: Mariano Delogu (2009 – 2011)[230]; Settimo Nizzi (2011 – 2013).
- Sicilia: Giuseppe Castiglione (2009 – 2013); Domenico Nania (2009 – 2013); Dore Misuraca (2012 – 2013).

### Organizzazione giovanile
L'organizzazione giovanile del PdL è stata la Giovane Italia, nata nel 2009 dalla fusione tra Azione Giovani (movimento giovanile di Alleanza Nazionale) e Forza Italia Giovani (movimento giovanile di Forza Italia).

## Adesioni

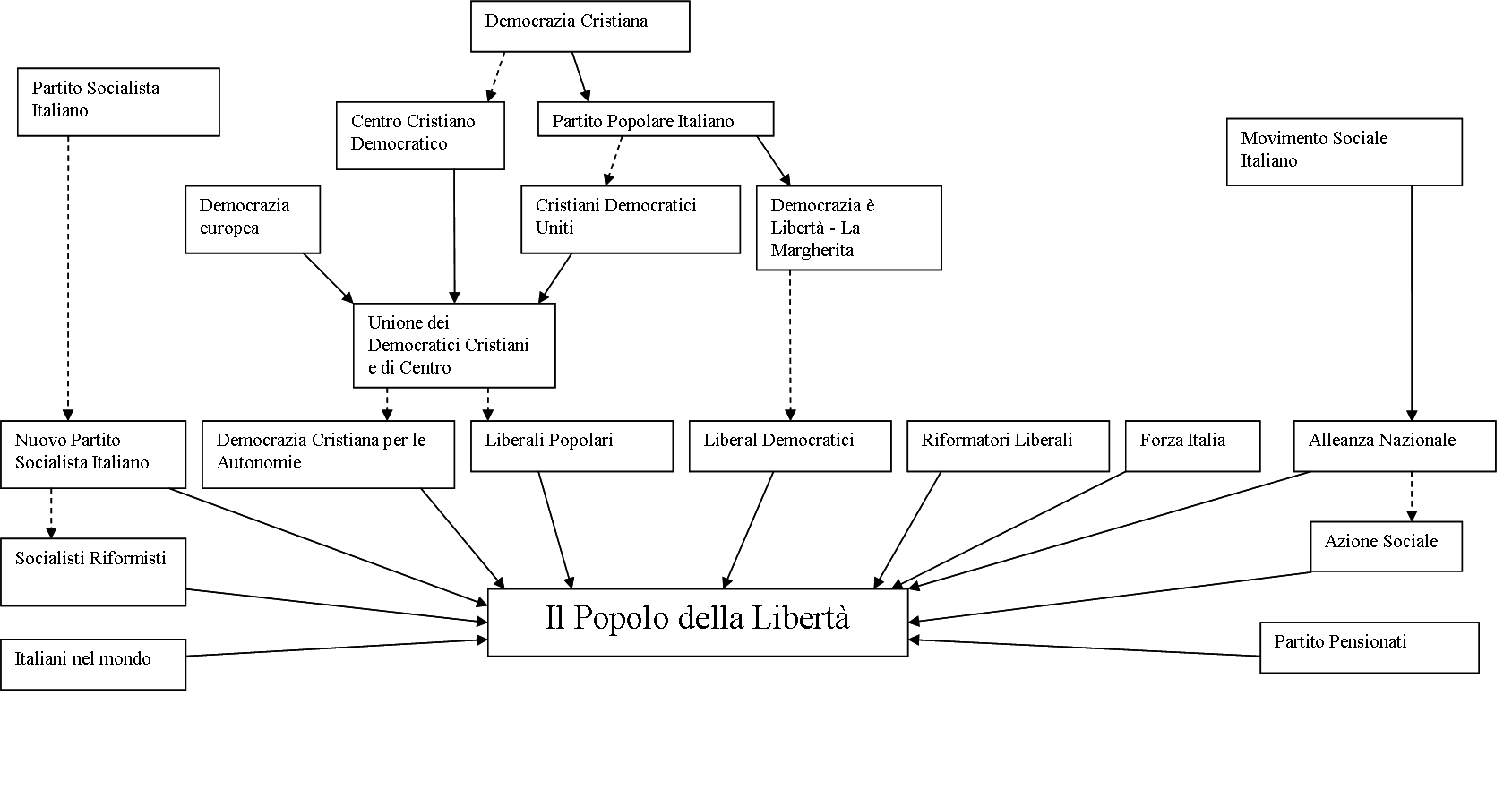
Le radici storico-politiche de Il Popolo della Libertà.

- Hanno aderito al progetto de Il Popolo della Libertà formandone il Comitato Costituente i seguenti partiti e movimenti (tra parentesi il numero di membri):
  - Forza Italia (compresi Circoli della Libertà, Circoli del Buongoverno, Decidere!) (55+9=64)
  - Alleanza Nazionale (30+3=33)
  - Democrazia Cristiana per le Autonomie di Gianfranco Rotondi (3)
  - Popolari Liberali di Carlo Giovanardi (3)
  - Nuovo PSI di Stefano Caldoro (2)
  - Azione Sociale di Alessandra Mussolini (1)
  - Riformatori Liberali di Benedetto Della Vedova (1)
  - Italiani nel Mondo di Sergio De Gregorio (1)
  - Federazione dei Cristiano Popolari di Mario Baccini (1)
  - Destra Libertaria di Luciano Buonocore (1)
- Hanno aderito successivamente:
  - Per la Liguria di Sandro Biasotti
  - Movimento per l'Italia di Daniela Santanchè, che si federa col Pdl il 24 febbraio 2010[231].
- Hanno successivamente rinunciato all'adesione
  - Il Partito Repubblicano Italiano, per le elezioni politiche 2008, ha inserito propri candidati nelle liste del PdL (come già accaduto nel 2006 con Forza Italia per le elezioni della Camera e in parte del Senato) mantenendo però totale autonomia e non intendendo sciogliere il partito nel PdL.
  - I Liberal Democratici, che inizialmente avevano aderito al PdL, ne sono fuoriusciti poco dopo le elezioni del 2008. In dissenso Lamberto Dini e Giuseppe Scalera hanno lasciato il partito il 30 maggio 2008 rimanendo nel gruppo del PdL. Il movimento passa a Daniela Melchiorre e si colloca successivamente all'opposizione.
  - Il Partito Pensionati ha rinunciato a confluire nel PdL e ha ripreso la sua piena autonomia[232].
  - La Democrazia Cristiana, che mantiene la sua autonomia, rimanendo però alleata al PdL nelle elezioni amministrative.
  - Il movimento Alleanza di Centro per la Libertà non ha dato, per il momento, la propria adesione al progetto.[233]
- Hanno presentato candidati nelle liste PdL in occasione delle elezioni europee del 2009:
  - Popolari UDEUR. Il 14 febbraio 2009 Clemente Mastella ha annunciato la propria candidatura alle Europee nelle liste del Popolo della Libertà; inoltre l'Udeur si allea con il PdL per le elezioni amministrative del 2009. In seguito alle elezioni europee del 6 e 7 giugno 2009 Mastella è stato eletto parlamentare europeo del Popolo della Libertà. In un primo momento si è ipotizzato che l'alleanza non sarebbe stata rinnovata in vista delle regionali del 2010.[234]. Successivamente il partito comunque si è alleato con il Popolo della Libertà, presentando in particolar modo il suo simbolo nel Lazio, in Campania e in Puglia, mentre in Basilicata ha formato la lista Per Pagliuca Per La Basilicata insieme a Noi Sud e ad altre 3 formazioni minori, e ha eletto in Campania due consiglieri, in particolar modo Sandra Lonardo, moglie del leader Clemente Mastella.

## Scissioni
- 30 luglio 2010 - Futuro e Libertà per l'Italia guidata da Gianfranco Fini (dissoluzione nel 2015)
- 30 ottobre 2010 - Forza del Sud guidata da Gianfranco Miccichè (confluito in Grande Sud nel 2011)
- 16 dicembre 2012 - Fratelli d'Italia - Centrodestra Nazionale guidata da Giorgia Meloni e Guido Crosetto
- 17 dicembre 2012 - Centrodestra Nazionale guidata da Ignazio La Russa (confluito in Fratelli d'Italia)

## Risultati elettorali
| Elezione       | Elezione     | Voti       | %     | Seggi     |
| -------------- | ------------ | ---------- | ----- | --------- |
| Politiche 2008 | Camera       | 13.642.742 | 37,38 | 276 / 630 |
| Politiche 2008 | Senato       | 12.678.790 | 38,17 | 146 / 315 |
| Europee 2009   | Europee 2009 | 10.807.327 | 35,26 | 29 / 72   |
| Politiche 2013 | Camera       | 7.332.972  | 21,56 | 98 / 630  |
| Politiche 2013 | Senato       | 6.829.587  | 22,30 | 98 / 315  |

## Nelle istituzioni

### Presidente del Senato della Repubblica
- Renato Schifani (XVI legislatura della Repubblica Italiana)

### Presidente della Camera dei deputati
- Gianfranco Fini (XVI legislatura della Repubblica Italiana)

### Presidenti del Consiglio dei ministri
- Silvio Berlusconi

### Vicepresidenti del Consiglio dei Ministri
- Angelino Alfano (Governo Letta)

### Governi
- Governo Berlusconi IV
- Governo Monti
- Governo Letta

### Collocazione parlamentare
- Maggioranza (2009–2013)

Governo Berlusconi IV, Governo Monti, Governo Letta

### Camera dei deputati
Gruppo Popolo della Libertà
| XVI Legislatura  |
| ---------------- |
| 210 deputati     |
| XVII Legislatura |
| 97 deputati      |

### Senato della Repubblica
Gruppo Il Popolo della Libertà
| XVI Legislatura  |
| ---------------- |
| 127 senatori     |
| XVII Legislatura |
| 91 senatori      |

### Parlamento europeo
Gruppo del Partito Popolare Europeo
| VII Legislatura     |
| ------------------- |
| 24 europarlamentari |

## Congressi
- I Congresso Nazionale - Roma, 27-29 marzo 2009

## Simboli storici

Simbolo standard del PdL
Simbolo elettorale del PdL